# 1990年代の日本
1990年代の日本（1990ねんだいのにほん）では、1990年代の日本の出来事・流行・世相などについてまとめる。
日本の元号では、平成2年から平成11年に当たる。

## できごと

### 1990年
- 1月7日 - アニメ『ちびまる子ちゃん』がフジテレビ系列で放送開始、同年に最高視聴率39.9%を記録する人気番組となる。一時期の中断を経て、放送が継続中。
- 1月12日 - 礼宮文仁親王、川嶋紀子が結婚。秋篠宮家を創設。
- 1月13日 - 大学共通一次試験を改称し「大学入試センター試験（第1回）」を実施。
- 1月18日 - 長崎市市長・本島等が背後から銃撃を受けて一時重体に。（→長崎市長銃撃事件）
- 2月18日 - 第39回衆議院議員総選挙開票。自民党が単独過半数を維持する。
- 4月1日 - 三井銀行と太陽神戸銀行が合併し「太陽神戸三井銀行」（後のさくら銀行。現在は三井住友銀行）が発足。
- 4月1日 - 国際花と緑の博覧会
- 7月6日 - 神戸高塚高校校門圧死事件が起こる。
- 10月11日 - TBSの長寿ドラマ・「渡る世間は鬼ばかり」放送開始。
- 11月12日 - 明仁天皇の即位の礼が挙行される。
- 11月21日 - 任天堂の家庭用ゲーム機「スーパーファミコン」が発売。
- 12月2日 - 当時TBSの記者であった秋山豊寛がソ連のバイコヌール宇宙基地より宇宙飛行へ出発。日本人では初の宇宙飛行士となり、ジャーナリストでは世界初となる。
- 大蔵省「土地関連融資の抑制について」（総量規制）通達。

### 1991年
- 3月14日 - 広島新交通システム橋桁落下事故が発生する。
- 4月1日 - 丸の内から新宿副都心へ東京都庁舎が移転する。
- 5月14日 - 信楽高原鐵道列車衝突事故が発生する。
- 5月14日 - 横綱千代の富士貢が5月場所を最後に引退。
- 5月15日 - お立ち台ディスコジュリアナ東京オープン。
- 6月3日 - 雲仙普賢岳の噴火、火砕流により死者・行方不明者43名。
- 6月19日 -  PKO協力法成立。
- 6月20日 - 東北新幹線の上野駅〜東京駅間が開業。
- 7月11日 - 悪魔の詩を翻訳した五十嵐一・筑波大学教授が暗殺される。（→悪魔の詩訳者殺人事件）
- 8月23日 - 東京で第3回世界陸上競技選手権大会が開催される。
- 9月1日 - 世界陸上選手権東京大会の男子マラソンで谷口浩美が日本人男子として初優勝。
- 11月5日 - 宮沢喜一内閣発足。
- 11月13日 - 女優宮沢りえのヘアヌード写真集「Santa Fe」が写真集の日本記録の売り上げを達成。
- 科学者の飯島澄男によって「カーボンナノチューブ」発見される。
- ウォーリーをさがせ!ブームが起こる。
- マツダ・787B、日本車としてはじめてル・マン24時間レース総合優勝。
- バブル景気が終了、「失われた20年」が始まる。
- 「東京ラブストーリー」が大ヒットし社会現象となる。トレンディドラマ全盛期。

### 1992年
- 1月26日 -  大相撲で貴花田光司が19歳5か月の最年少幕内最高優勝を飾る。
- 3月14日 -  東海道新幹線のぞみ運行開始。
- 4月13日 -  テレビ朝日系列のテレビアニメ「クレヨンしんちゃん」放送開始。
- 4月25日 - ロック歌手の尾崎豊死去。
- 4月27日 - 任天堂の長寿ゲームシリーズ、星のカービィシリーズの第1作目「星のカービィ」（ゲームボーイ）が発売。
- 5月8日 -  大相撲の横綱北勝海信芳が引退を表明。約60年ぶりに横綱不在となる。
- 5月27日 -  漫画家で「サザエさん」の作者である長谷川町子が死去。
- 7月1日 - 山形新幹線開業。
- 7月5日 - 日本テレビのバラエティ番組シリーズ「電波少年シリーズ」が放送開始。
- 7月26日 - 第16回参議院議員選挙
- 8月27日 - 任天堂の長寿ゲームシリーズ、マリオカートシリーズの第1作目「スーパーマリオカート」（スーパーファミコン）が発売。
- 東京佐川急便事件が起こる。
- 9月12日 - 毛利衛がスペースシャトルで宇宙飛行。
- 11月23日 - 風船おじさんが風船28個の飛行船で太平洋横断に出発するが、消息不明となる。
- 12月12日 -  宮澤喜一改造内閣発足。
- 力士の貴花田光司（後の貴乃花光司）と女優の宮沢りえが婚約（翌年の1月に破局）。
- 100歳を迎えた双子の姉妹きんさん・ぎんさんがテレビなどに取り上げられ、全国的にブームとなる。
- KATO&KENテレビバスターズが放送終了。TBSは、8時だョ!全員集合以来続いていた土曜夜8時のドリフ関係番組から23年を経て撤退。
- 公立の小・中・高等学校で第二土曜日が休校制となる（学校週休2日制）。
- 三内丸山遺跡の発掘調査が開始される。

### 1993年
- 大相撲で曙太郎が史上初の外国人横綱となる。
- 矢ガモ騒動
- 4月2日 - 日本初の開閉式屋根を持つドーム球場福岡ドームが完成。
- 自民党からの離党者が相次ぎ、新生党、新党さきがけが結成される。
- 5月15日 - Jリーグが開幕。
- 6月9日 - 皇太子徳仁親王、小和田雅子と結婚。
- 7月12日 - 北海道南西沖地震で奥尻島に壊滅的被害。
- 7月17日 -  横浜ランドマークタワーが竣工。
- 7月18日 - 第40回衆議院議員総選挙 - 自由民主党、日本社会党が敗北。
- 55年体制の終結、非自民非共産の細川護熙内閣成立。
- NTTドコモ、PDC方式によるデジタル携帯電話「デジタル・ムーバ」のサービス開始。
- 8月26日 - レインボーブリッジが開通。
- 法隆寺（奈良県）、姫路城（兵庫県）、屋久島（鹿児島県）、白神山地（青森県、秋田県）が、日本で初の世界遺産に登録。
- 冷夏に見舞われ、米が大凶作となる（平成の米騒動）。
- 11月6日 - 細川首相、韓国訪問。
- 12月16日 - 田中角栄元首相が死去。
- 12月25日 - フジテレビの人気アナウンサーで、同局を退社後はフリーアナウンサーとしてたけし・逸見の平成教育委員会・クイズ世界はSHOW by ショーバイ!!などの人気番組で進行を務めた逸見政孝が死去。

### 1994年
- 4月28日 - 細川護熙首相辞任、羽田孜内閣発足。
- 5月18日 - 巨人の槙原寛己投手が福岡ドームでの広島戦で プロ野球史上15人目の完全試合を達成（→槙原寛己の完全試合）。
- 6月30日 - 羽田内閣総辞職、自社さ連立政権の村山富市内閣発足、自民党与党に返り咲く。
- 6月27日 - 松本サリン事件が発生。
- 7月8日 - 宇宙飛行士の向井千秋が日本人女性初でスペースシャトル・コロンビアで宇宙へ飛び発つ。
- この年の夏は猛暑によって全国各地で水不足となり、東京で気象庁の観測史上最高温度の39.1度を8月3日に記録。
- 8月31日 - ジュリアナ東京閉店。
- 9月4日 - 関西国際空港開港。
- プロ野球オリックス・ブルーウェーブのイチロー選手が史上初の年間200本安打を達成する。
- 10月3日 - 東京放送（TBS）が東京都港区赤坂の本社敷地内に建設した新社屋・TBS放送センター（通称「ビッグハット」）が完成。
- 10月13日 -  大江健三郎がノーベル文学賞を受賞。
- 11月3日 - つくば妻子殺害事件が発覚。
- 大相撲で貴乃花光司が横綱に昇進する。
- 11月27日 - 愛知県西尾市中学生いじめ自殺事件が起こる。
- 12月3日 - ソニー初の家庭用テレビゲーム機、プレイステーション発売。
- 12月10日 - 羽田内閣退陣で下野した、新生党、公明党、日本新党、民社党等が合流して、新進党結成。
- 野島伸司監修のドラマ「家なき子」と野島脚本のドラマ「人間・失格〜たとえばぼくが死んだら」が放送され陰湿な内容が社会問題となる。

### 1995年
- 1月17日 - 明石海峡を震源とするM7.3の直下型大地震、兵庫県南部地震（阪神・淡路大震災）が発生。最大震度7を記録し6,434人の死者を出したほか、多くの建造物が倒壊するなど兵庫県南部・淡路島を中心に甚大な被害を出した。
- 3月20日 - 地下鉄サリン事件が発生。オウム真理教による一連の凶悪事件が次々と明るみに出る。
- 4月9日 - 同日に行われた知事選挙で青島幸男が東京都の、横山ノックが大阪府の知事に当選。「タレント知事」のはしりとなる。
- 5月16日 - オウム真理教教祖の麻原彰晃が逮捕される。
- 6月5日 - 週刊少年ジャンプの漫画「ドラゴンボール（鳥山明）が連載終了。
- 6月21日 - 全日空857便ハイジャック事件が発生。
- 7月23日 - 第17回参議院議員選挙
- 7月27日 - 九州自動車道全線開通（青森IC - えびのIC間 本州 - 九州全線 約2170km結ぶ）。
- 8月6日 - 広島原爆投下から50年（人類史上初の核兵器の実戦使用から50年）。
- 8月9日 - 長崎原爆投下から50年。
- 10月4日 - 『新世紀エヴァンゲリオン』放送開始。第3次アニメブームのきっかけとなり、2000年代以降のアニメ文化に影響を与えた。
- 11月2日 - 日本テレビの長寿バラエティ番組「鉄腕!DASH!!」が放送開始。
- 12月8日 - 高速増殖炉「もんじゅ」事故。
- 超円高、円が 1ドル=79.75円を記録。
- お笑いコンビダウンタウンの浜田雅功が小室哲哉との音楽ユニットH Jungle with tを結成、シングル曲「WOW WAR TONIGHT 〜時には起こせよムーヴメント」を発売し200万枚のミリオンヒットとなった。一方、相方である松本人志も『遺書』を出版しベストセラーとなっている。

### 1996年
- 1月11日 - 村山富市首相が辞任し、橋本龍太郎が総理大臣に就任。自民党議員が3年ぶりに首相となるものの、自社さ連立は継続する。
- 1月19日 - 日本社会党、社会民主党に党名変更。
- 2月10日 - 北海道の豊浜トンネルの岩盤が崩落し、トンネルの中の20人全員が死去。（→豊浜トンネル岩盤崩落事故）
- 2月14日 - 将棋棋士の羽生善治が史上初の七冠王となる。
- 2月27日 - 任天堂の長寿ゲームシリーズ、ポケットモンスターシリーズの第1作目「ポケットモンスター 赤・緑」（ゲームボーイ）が発売。
- 4月1日 - 三菱銀行と東京銀行が合併して「東京三菱銀行」（現在の三菱UFJ銀行）が発足。
- 4月11日 - 池袋駅構内大学生殺人事件が発生。
- 4月15日 - フジテレビのバラエティ番組「SMAP×SMAP」が放送開始。
- TBSビデオ問題でTBSの磯崎洋三社長が辞任、後任の社長に砂原幸雄が就任。
- 9月29日 - 社民党、新党さきがけ、新進党らの一部議員により、民主党結成。
- 10月20日 - 第41回衆議院議員総選挙 - 小選挙区比例代表並立制に。
- 大阪府堺市を中心に大腸菌O157が発生し全国各地に広がる。
- 8月4日 - 映画「男はつらいよシリーズ」（松竹）の車寅次郎役で知られた俳優の渥美清が死去。
- 9月9日 - 柴又女子大生放火殺人事件が起きる。
- 薬害エイズ事件で帝京大学元副学長の安部英が逮捕される。
- 10月4日 - 大手百貨店・髙島屋が新宿駅南口に国内最大の体積を誇る百貨店「タカシマヤタイムズスクエア」を開業。
- 11月7日 - 第2次橋本内閣発足。再び自民党の単独政権となり、社民党は閣外協力となる。
- 12月17日 - ペルー首都リマで在ペルー日本大使公邸占拠事件。4ヶ月後の翌1997年（平成9年）4月22日にペルー警察の突入によって解決。

### 1997年
- 1月2日 - ナホトカ号重油流出事故が発生。
- 3月19日 - 東電OL殺人事件が起きる。被害者のプライバシーを暴く報道合戦が問題に。同年5月に犯人が逮捕されるも冤罪の疑惑があり、日本国民救援会が支援している（2008年現在）。
- 大阪ドーム・ナゴヤドームオープン。
- 秋田新幹線開業、北陸新幹線一部先行開業。
- 7月12日 - 映画「もののけ姫」（宮崎駿監督）が劇場公開。
- フジテレビが東京都新宿区河田町の旧放送センターから東京都港区台場の新社屋・放送センターに移転。
- 14歳の少年による連続殺傷事件、神戸連続児童殺傷事件が発生。少年犯罪がクローズアップされ、少年法改正論議が盛り上がるきっかけとなった。
- 7月22日 - 週刊少年ジャンプの漫画「ONE PIECE」（尾田栄一郎）が連載開始。
- 松山ホステス殺人事件の犯人が時効寸前で逮捕。
- 暴力団山口組の宅見勝若頭が射殺される。（→宅見若頭射殺事件）
- 北野武が製作した映画「HANA-BI」がヴェネツィア国際映画祭の金獅子賞受賞。
- 消費税5%に増税。立ち直りかけていた日本経済に打撃を与え、景気は再び後退期に入る。
- 北海道拓殖銀行破綻・山一證券破綻。
- 新進党解散。
- 失楽園ブームが起こる。
- 女性アイドルグループ「モーニング娘。」がデビュー。

### 1998年
- 日本の郵便番号が3桁・5桁から3桁＋4桁の合計7桁に変更される。
- 長野オリンピック開催。
- 新井将敬衆議院議員が自殺。
- プロレスラーのアントニオ猪木が38年の現役生活から引退。7万人というドーム史上最高の観客を集める。
- 世界最長の吊り橋である明石海峡大橋が開通。
- 昨年末に解散した ロックバンドX JAPANでギタリストとして活躍し、1993年から ソロアーティストとして活動していたhideが5月2日に急逝。
- 大相撲で横綱貴乃花光司の兄である若乃花勝が横綱に昇進し、史上初の兄弟横綱が誕生する。
- Jリーグの横浜フリューゲルスが横浜マリノスとの合併により消滅。
- 和歌山毒物カレー事件が発生。
- 旧民主党、民政党、新党友愛、民主改革連合が合流して、新民主党結成。
- 第18回参議院議員選挙
- 橋本内閣総辞職、小渕内閣発足。
- 全国高校野球選手権大会の決勝で横浜高校の投手松坂大輔が59年ぶりにノーヒットノーランを達成し優勝。横浜高校は11年ぶりに史上9校目の春夏連覇を達成する。
- 映画監督・黒澤明死去。
- 横浜ベイスターズが38年ぶりにリーグ優勝・日本一に輝く。
- NHK教育テレビのテレビアニメ「おじゃる丸」が放送開始。

### 1999年
- 1月14日 - 小渕第1次改造内閣が発足。自民党の単独政権から、小沢一郎を党首とする自由党との連立政権に。
- iモードサービスイン。
- プロレスラーのジャイアント馬場死去。
- 大相撲で武蔵丸光洋が史上2人目の外国人横綱となる。
- 臓器の移植に関する法律に基づく初めての脳死臓器移植が実施される。
- 全日空61便ハイジャック事件が発生。
- 茨城県東海村の原子力施設で臨界事故発生。（→東海村JCO臨界事故）
- 4月1日 - 兵庫県の4町が合併し篠山市が誕生。いわゆる「平成の大合併」の第1号。
- 玄倉川水難事故が発生。
- 上信越自動車道全線開通。
- 石原慎太郎、東京都知事に当選。
- 国旗及び国歌に関する法律（国旗国歌法）成立。
- 10月5日 - 小渕第2次改造内閣が発足。公明党が連立政権に加わる。（→自自公連立政権、自公連立政権）
- 日本最古の金銭とされる富本銭（683年製造物）が発見される。
- 歌手の宇多田ヒカルがデビュー。ファーストアルバムFirst Loveが700万枚を売り上げ日本新記録を樹立。
- 乙武洋匡『五体不満足』が400万部のベストセラー。
- NHK「おかあさんといっしょ」から生まれた曲『だんご3兄弟』がCDシングル歴代新記録となる約290万枚の大ヒット。
- 池袋通り魔殺人事件・下関通り魔殺人事件・桶川ストーカー殺人事件・文京区幼女殺人事件・京都小学生殺害事件など相次いて凶悪事件が発生。
- 翌2000年にかけての年越しではコンピュータの2000年問題の対応に追われ、トラブルが発生しないか多くの人が見守った。

## 政治と外交

### 政治
1990年から1993年まで
- 第1次海部内閣
- 第2次海部内閣 （改造内閣）
- 宮澤内閣 （改造内閣）

1993年から1996年まで
- 細川内閣
- 羽田内閣
- 村山内閣 （改造内閣）

自民党政権
- 第1次橋本内閣
- 第2次橋本内閣 （改造内閣）
- 小渕内閣 （第1次改造内閣 - 第2次改造内閣）

1990年代の内閣総理大臣

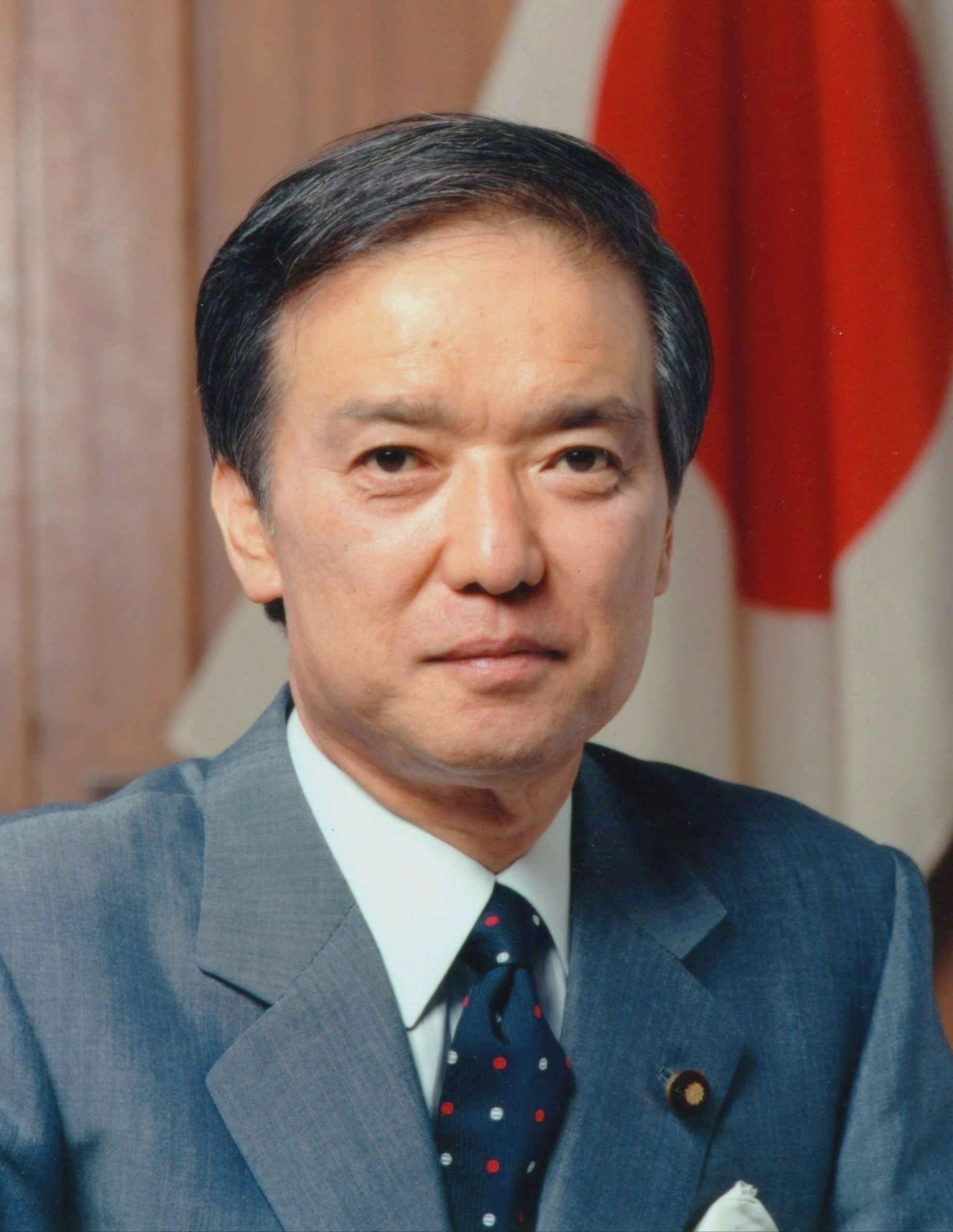
海部俊樹 （-1991年）
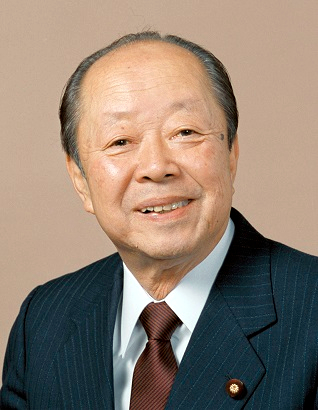
宮澤喜一 （1991年-1993年）
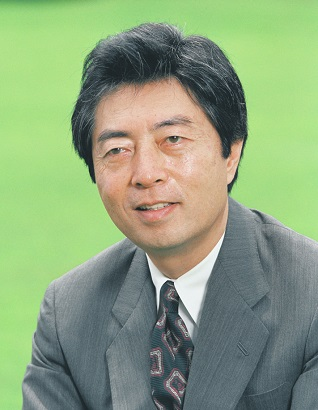
細川護熙 （1993年-1994年）
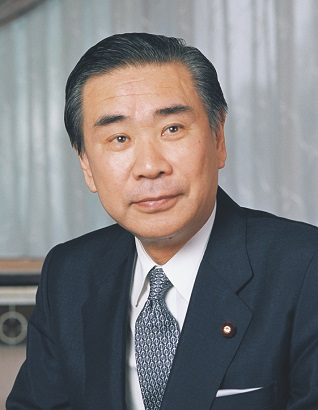
羽田孜 （1994年）
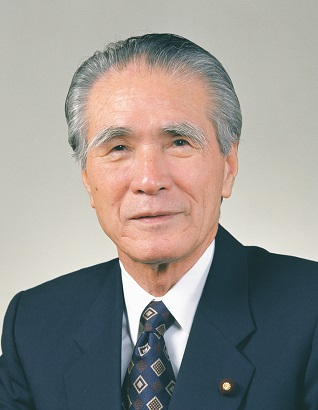
村山富市 （1994年-1996年）
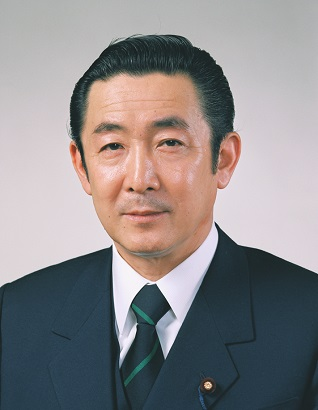
橋本龍太郎 （1996年-1998年）
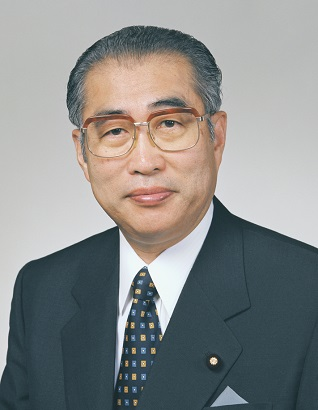
小渕恵三 （1998年-）

## 社会
- 不登校・引きこもり問題が深刻化。
- 地方都市を中心に中心市街地の空洞化と郊外化が進展。
- 税収の減少が進む一方、地域振興のため建設されたまま活用されない施設や道路が乱立し、財政を悪化させる箱物行政の弊害が深刻に。
- 1998年、年間自殺者数（警察庁発表データによる）が前年の24391人から8000人以上も急増して3万人を突破、年齢別では30代〜60代にかけて増えているが特に50代男性の自殺者の増加が顕著である。また、「経済・生活問題」が要因の自殺も増加している。職業別では無職者の割合が多いが、失業者も相当数含まれていると推測される。以降、2000年代〜2010年代初頭にかけて3万人以上で推移している。
- 暴力団以外による発砲事件が連続発生。
- オウム真理教による一連の事件は社会に暗い影を落とし、カルト宗教に対する危険性を再認識させた。
- サラリーマンを狙った、少年による暴行・強盗「オヤジ狩り」頻発。
- 女子中高生の売春が話題に（援助交際）。
- 首都圏ではチーマーが現れ、1980年代風のツッパリや若者の暴走族が減少し、暴走族が高齢化し始めた。

### 経済
- バブル経済が崩壊、地価も下落した。価格破壊が一般化し、デフレが起こる。
- いわゆる失われた10年。経済の停滞（実質経済成長率は1990年 - 2000年の10年間で平均1.5%）が続いた。
- 1993年以降は就職氷河期が続く。中高年のリストラ（解雇）も行われ、1995年以降失業率が3%を超えた。以降2000年代に入っても3%以上で推移している。
- 円高を理由とした製造業の海外移転が進んだ。これにより、1993年以降は地方の工場の撤退・縮小が著しく増加。
- サービス業や流通・小売業の中国への投資が本格化。
- 自動車販売市場では、実用車へのニーズが高まり、RVブームが起こる。セダンやクーペに代わってミニバンやクロスオーバーSUV、トールワゴンが普及する。
- 1990年代の前半から音楽シングルの売り上げが急上昇し、1998年、CDの年間売上枚数がピークを迎える。

### 教育
- 小中高校の学校教育においては新学力観や学校週5日制の一部実施（1992年から第2土曜日、1995年からは第4土曜日も休み）など、ゆとり教育が徐々に実施される。以降学力低下が問題となり、「分数ができない大学生」などの書籍が話題を呼んだ。
- 公立高校の修学旅行においても航空機利用が全国的に解禁され、北海道や沖縄県への修学旅行が一般化する。

## 災害
- 1995年の兵庫県南部地震（M7.3/最大震度7）は6,434人の死者を出し、多くの建造物が倒壊するなど兵庫県南部・淡路島を中心に甚大な被害（阪神・淡路大震災）となった。

## 科学と技術

### テクノロジー

#### 交通
- 関西・中京地区の私鉄・地下鉄では1970年代から普及していた自動改札機が、首都圏や地方都市、JR（関西・中京地区を含む）の駅に普及する。

#### コンピュータとインターネット
- インターネットのサービス開始と家庭でも使い易いパソコンの登場による情報ネットワークの普及開始。
- Windows 95発売以降、パーソナルコンピュータが徐々に一般家庭に普及。ビジネスのIT化が進んだ。

#### 通信
- 携帯電話・PHSが爆発的に普及。

## 文化と芸術

### 流行
- バスケットボールブームを背景に、ハーフパンツ、トランクスが流行。男子小学生の象徴だった半ズボンが急速に姿を消す。
- レジャーを目的としたスーパー銭湯が全国各地に広がり始める。その後、2000年代前半までに出店数がピークを迎える[1]。
- カラオケでは通信カラオケが全盛となり、大型のカラオケ専門店が各地に出現する。しかし、2000年代にはカラオケ業界の統廃合が進み、衰退期に入る。

前半
- ディスコにお立ち台出現、ジュリアナ東京ではボディコンギャルが踊り狂う。
- 女子中高生の書き文字から丸文字（変体少女文字）が急速に姿を消す。
- 写真集でヘアが解禁されて陰毛画像の掲載が可能となった事から、人気女性タレントによるヘアヌード写真集が次々発売される。
- 新生児の名前では女児で「子」の付く名前が激減した。

後半
- 世紀末ブーム。
- 1995年、個人間の商取引（売買、譲渡、交換）と、不特定人物との出会い（友達、サークル仲間、交際相手など）情報で構成される書誌「じゃマ〜ル」が刊行（2000年廃刊）。現在でいうインターネットオークション、出会い系サイトが普及し始める。
- アングラ・サブカルチャー界隈で露悪的な鬼畜・悪趣味ブームが爛熟。のちに当時より普及を始めたインターネットカルチャーとも親和していく。

#### ファッション
前半
- 女性の間でワンレングスやソフトボブの髪形が流行。
- 渋谷系が流行。

後半
- 1995年、ナイキより「エアマックス95」が発売。入手困難な状況により新品、中古品が高額取引が行われるため盗難、強奪（エアマックス狩り）が多発。
- いわゆる茶髪が定着する。また、若者の間にメッシュ・ピアスが流行。こちらは定着までは至らなかった。
- 女子中高生の間にルーズソックス・丈の短いスカートが流行する。スケバンが減少し始める。ブルマーの廃止もこの頃。
- 女子高生（コギャル）ブーム。1990年代後半を境に、若者の流行の主役は大学生・OLから女子中高生に交代。
- 厚底靴ブーム。

### 建築

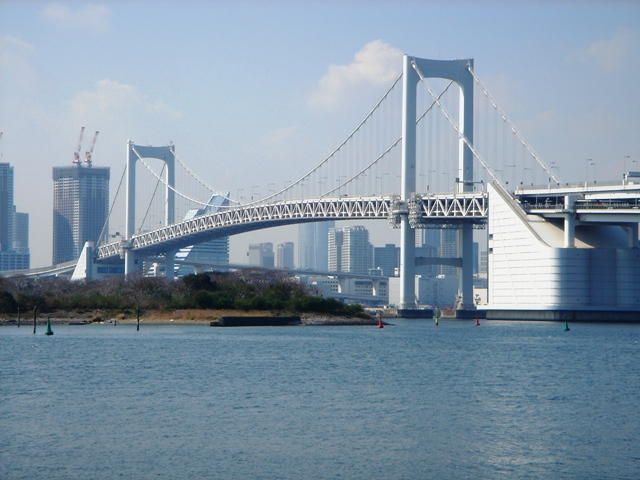
レインボーブリッジ （1993年）
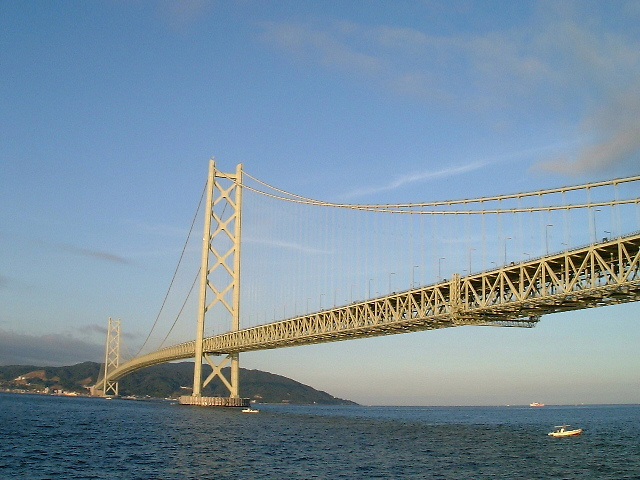
明石海峡大橋 （1998年）

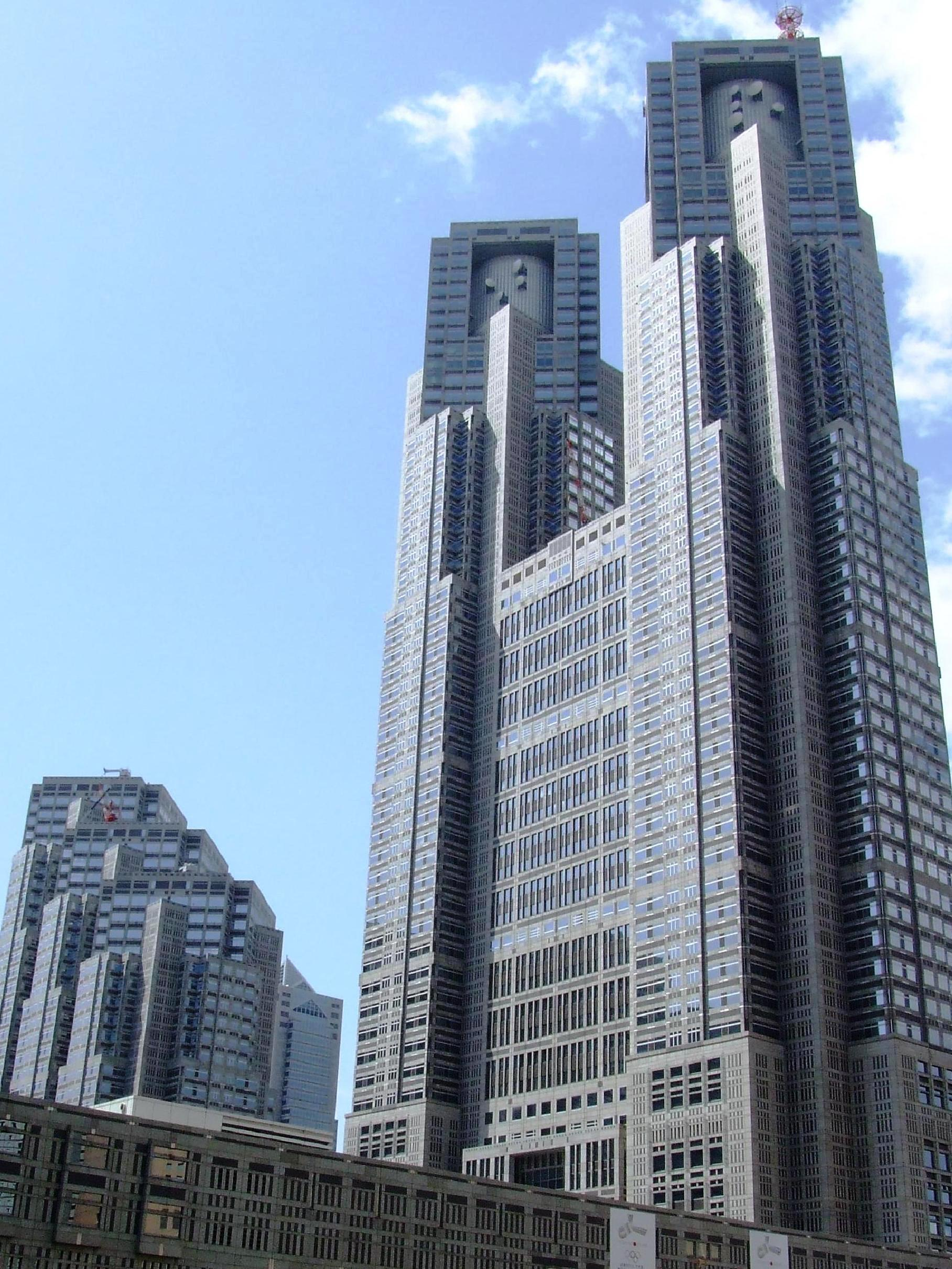
1991年 東京都庁舎 - 丹下健三
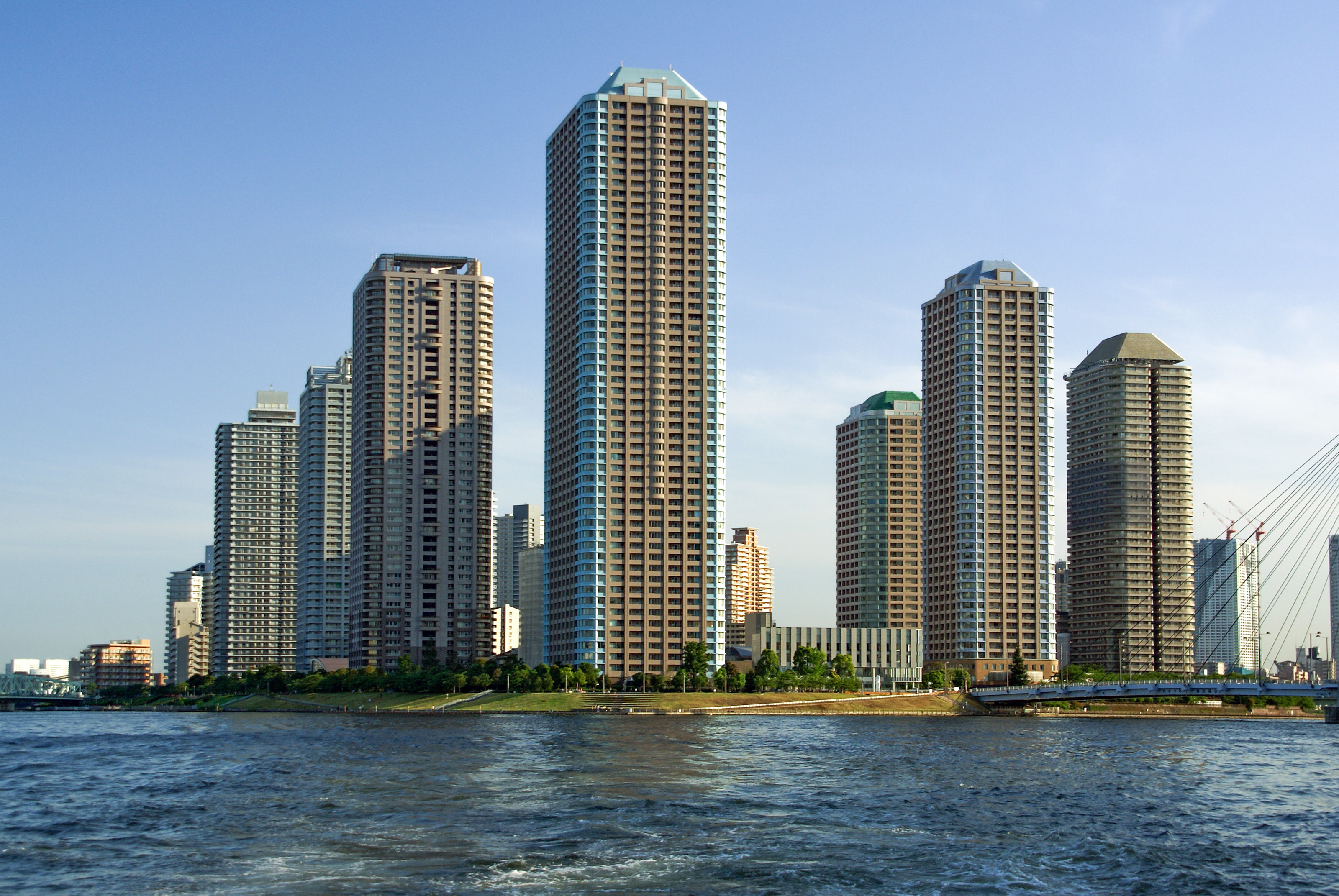
大川端リバーシティ21 （1990年）

- 1994年 植村直己冒険館 - 栗生明

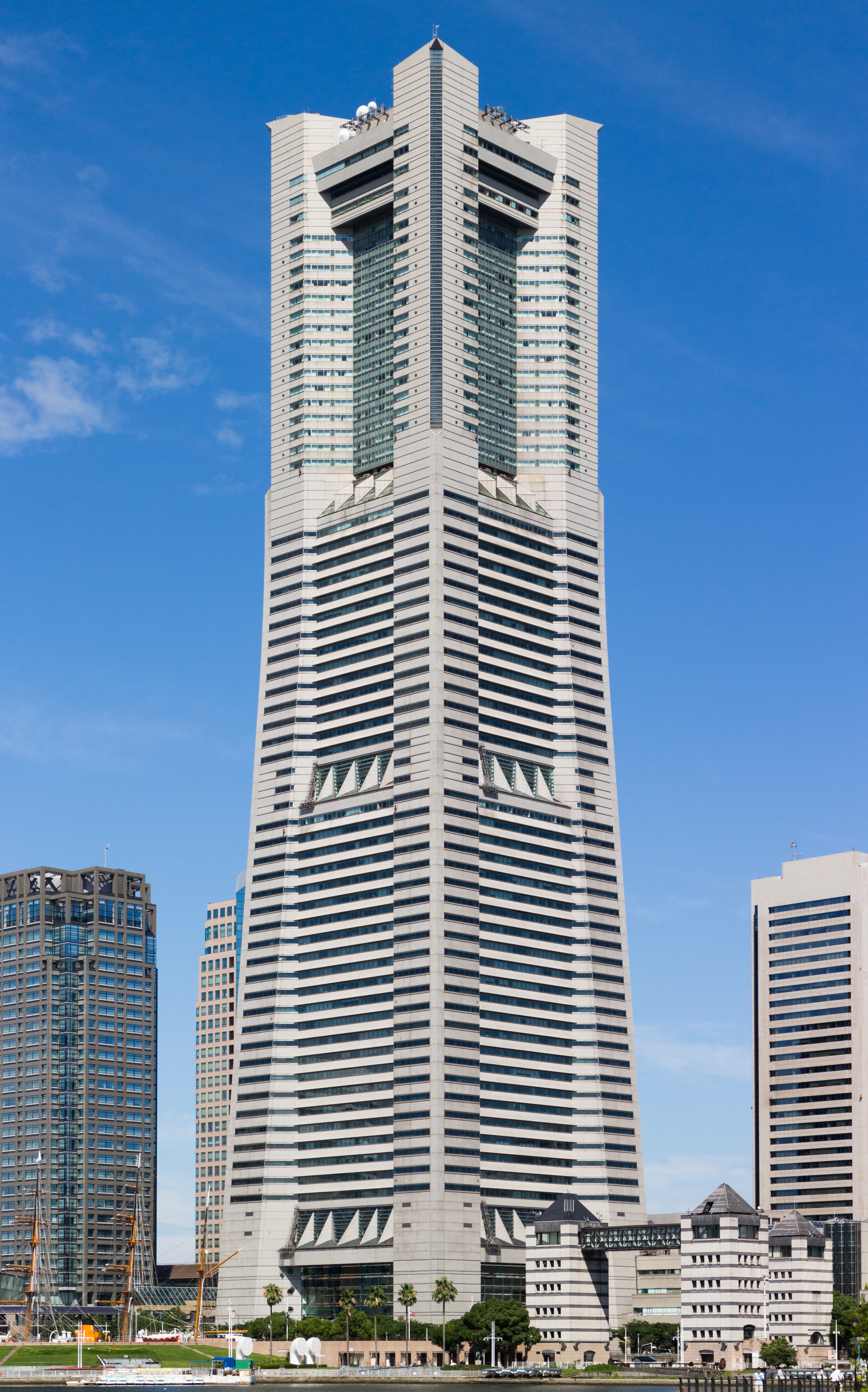
横浜ランドマークタワー（1993年）

- 1995年 関西国際空港旅客ターミナルビル - レンゾ・ピアノ・岡部憲明
- 1997年 東京国際フォーラム - ラファエル・ヴィニオリ
- 1997年 京都駅 - 原広司
- 1997年 新国立劇場 - 柳澤孝彦

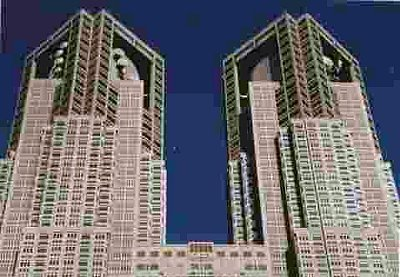
東京都庁第一本庁舎
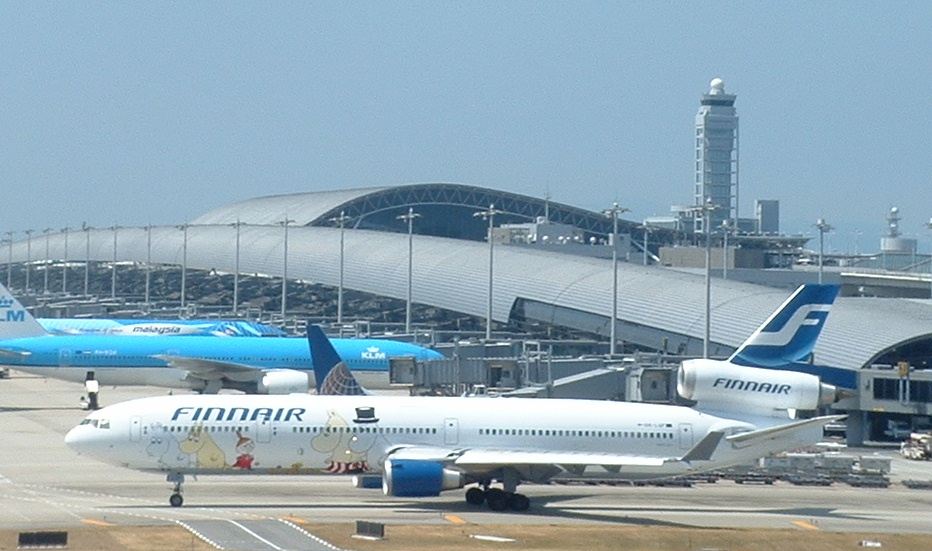
関西国際空港旅客ターミナルビル
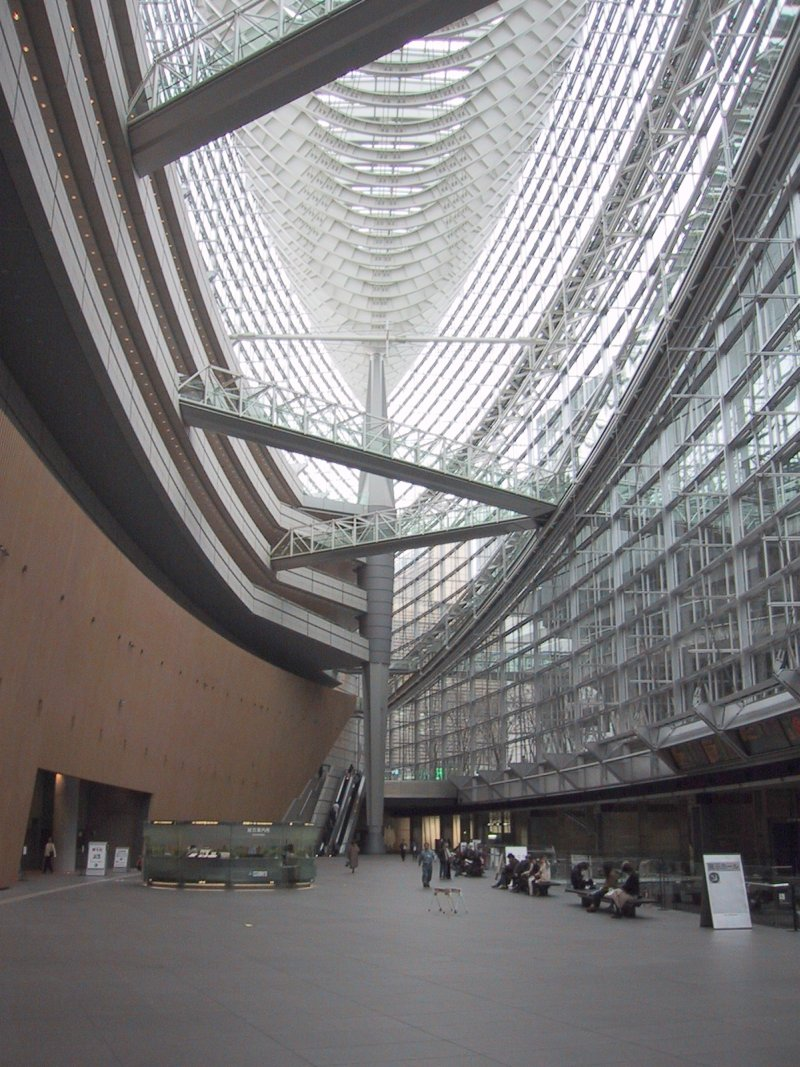
東京国際フォーラム
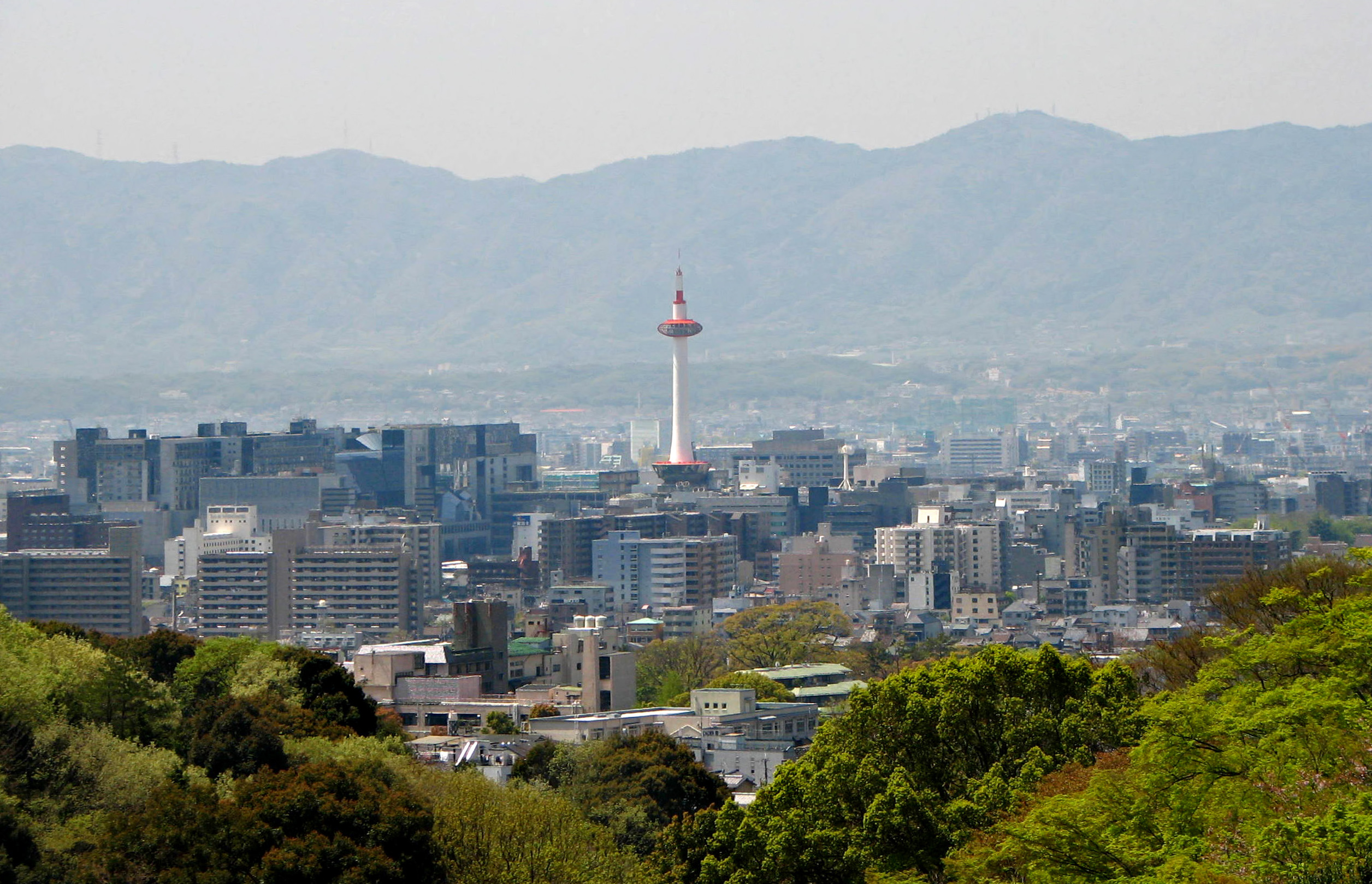
京都駅

超高層建築物・構築物
- 東京都庁舎
（1990年）
- 大川端リバーシティ21
（1990年）

その他
- レインボーブリッジ
（1993年）
- 明石海峡大橋
（1998年）

### 音楽
- 演歌冬の時代を迎える。
- 女性シンガーでは今井美樹・大黒摩季・ZARDなどがヒットを出す。男性シンガーでは小田和正・CHAGE&ASKA・B'z・長渕剛などがヒットを出した。また、グループシンガーではサザンオールスターズ・DREAMS COME TRUE・WANDSなどがヒットを出す。
- 音楽業界では1992年 - 1998年頃までTUBE、B'z、ZARDなどビーイング所属のアーティストがブームを起こした。

前期（1990年から1993年）
- 「アイドル冬の時代」と言われ、正統派アイドルが激少した。
- B.B.クィーンズ・KAN・槇原敬之・GAO等が登場し、ヒットした。

中期（1994年から1996年）
- 音楽業界では男性シンガーの福山雅治、バンドグループではMr.Children、スピッツ、ウルフルズ、シャ乱Q等が登場する。また、「小室ファミリー」と呼ばれるTRF・globe・華原朋美・篠原涼子などの歌手が一世を風靡した。
- JUDY AND MARY・PUFFYなどと言った女性ボーカルバンドが登場し活躍する。
- 女性アイドルでは「アイドル冬の時代」に終焉を迎え、安達祐実・広末涼子・榎本加奈子などが登場し活躍する。また、沖縄アクターズスクール出身である安室奈美恵・SPEEDなどの歌手が人気を集めた。

後期（1997年から1999年）
- レコード・CDシングルの全盛期。
- 女性アイドルでは鈴木あみ・優香・深田恭子などが登場し活躍する。
- 浜崎あゆみ・モーニング娘。が登場する。
- GLAY・L'Arc〜en〜Cielなどヴィジュアル系等と呼ばれたロックバンドが人気を集める。
- Every Little Thing・the brilliant green・Kiroroなどと言った女性ボーカルバンドが人気を集める。
- ゆず・19などのニュー・フォークが脚光を浴びる。
- 宇多田ヒカルの活躍により和製R&Bブームが起こる。
- ジャニーズ事務所所属タレントのKinKi Kidsや嵐が歌手デビューし、2000年代以降も活躍する。

### 出版
- 1990年代の前半に磯野家の謎がベストセラーとなり、謎本ブームが起こる。

### 漫画
前半
- 1990年代は、『週刊少年ジャンプ』の絶頂期。1990年、SLAM DUNKが連載開始。1993年、テレビアニメが放送開始（1996年終了）。NBAの試合放映、選手モデルの物人気もあり、バスケットボールブームが起こる。1990年12月に発行部数が602万部を達成。1994年12月には653万部となる。
- 1994年 - 1995年頃、漫画雑誌の発行部数がピークを迎える。
- 『りぼん』の売り上げが少女漫画誌では史上最高の255万部に達する。

後半
- 『週刊少年ジャンプ』は、人気漫画『ドラゴンボール』（1995年25号）やSLAM DUNK（1996年27号）などの連載終了により、発行部数が激減する。
- 『週刊少年マガジン』が、1990年代後半に黄金時代を迎え、『金田一少年の事件簿』・『将太の寿司』・『GTO』などがテレビドラマ化され、高視聴率をマークする。1997年11月に、『週刊少年ジャンプ』の発行部数を抜き漫画雑誌の売り上げNo.1になる。
- 漫画雑誌『月刊漫画ガロ』が一時的に休刊する。

### アニメ
- 1992年、アニメ『美少女戦士セーラームーン』が放送開始。大ブームとなる（1997年終了）。
- 1995年、アニメ『新世紀エヴァンゲリオン』が放送開始。大ブームになり、多くの影響をもたらした。

### ゲーム

#### コンピュータゲーム
- テレビゲーム市場では、1990年に登場した任天堂の「スーパーファミコン」は前世代機「ファミリーコンピュータ」（ファミコン）からの世代交代に成功したが、1990年代の後半には、ソニー・コンピュータエンタテインメント (SCEI) の「プレイステーション」に取って代わられる。
- ポケットモンスターブーム

### 玩具
前半
- 小学生の間で「ビーダマン」が大ヒットしブームとなる。

後半
- 第二次ミニ四駆ブーム（爆走兄弟レッツ&ゴー!!）が起こる。
- 『たまごっち』、『テトリン55』などのキーチェーンゲームが大ヒットとなる。
- ヨーヨーの進化版「ハイパーヨーヨー」が小中学生の間で大ヒットしブームとなる。

### テレビ・芸能界
- お笑い界では昭和戦前生まれのお笑い第一世代と呼ばれた萩本欽一やザ・ドリフターズなどが「セミリタイア宣言」をする。また、お笑い界はタモリ・ビートたけし・明石家さんまと言ったビッグ3を代表とするお笑い第二世代ととんねるず・ダウンタウン・ウッチャンナンチャンを中心にすえるお笑い第三世代が混合して活躍する。また、リアクションを主流とするたけし軍団を中心に活躍し、蛭子能収（漫画家兼任）・ダチョウ倶楽部・松村邦洋などが登場する。
- マジカル頭脳パワー!!などのタレント出演型のクイズ番組が人気を集める。
- 日本テレビがバラエティー番組や巨人戦中継の好調により、NHKを含めたテレビ局における関東地区の年間および年度平均視聴率で、ゴールデンタイム、プライムタイム、全日で首位となる三冠王を1994年から連年獲得した。なお、この記録にノンプライムを入れた四冠王とする場合もある。
- 俳優では織田裕二・江口洋介・唐沢寿明・吉田栄作などが活躍し、女優では鈴木保奈美・山口智子・安田成美・和久井映見などが登場し活躍する。1980年代にアイドル歌手として活躍していた小泉今日子・中山美穂・酒井法子などが女優に転進し活躍する。

前期（1990年から1993年）
- トレンディドラマの黄金時代を迎える。
- イカ天バンドが活躍する。
- 3Mと呼ばれた宮沢りえ・牧瀬里穂・観月ありさや西田ひかる・石田ひかり・内田有紀といったアイドル女優が活躍する。
- 1980年代末期から続く音楽番組冬の時代。公開歌番組は一部を除いて相次いで打ち切りとなる。

中期（1994年から1996年）
- 日本テレビ系列の土曜ドラマ（土曜グランド劇場）枠で放送された『家なき子』が最高視聴率37.2%の大ヒットを記録し、劇中の台詞である「同情するなら金をくれ！」が流行語となった。同枠ではその後も1990年代中期から後期にかけて、『金田一少年の事件簿』、『銀狼怪奇ファイル』といったジャニーズ主演のミステリーシリーズとされる作品群が製作され、人気を博している。
- 男性アイドルではSMAP等を筆頭とするジャニーズ事務所所属タレントが人気を集める。非ジャニーズ系では、いしだ壱成・武田真治等といったアイドル俳優が活躍する。
- お笑い界ではナインティナイン・キャイ〜ン・よゐことタモリのボキャブラ天国で活躍した爆笑問題・ネプチューン・海砂利水魚（後のくりぃむしちゅー）などと言ったお笑い第四世代に属する芸人が登場。また、リアクションを主流とした江頭2:50・出川哲朗・山崎邦正などが登場する。

後期（1997年から1999年）
- 男性俳優の反町隆史・竹野内豊・金城武や女優の江角マキコ・藤原紀香・松嶋菜々子などといった俳優勢やアイドルグループではDA PUMPがジャニーズ事務所に対抗して活躍する。
- お笑い界ではココリコ・雨上がり決死隊・ロンドンブーツ1号2号などの中堅お笑い芸人が登場乱立し、2000年代以降も活躍する。
- マジカル頭脳パワーが終了し、クイズ番組が衰退し始める。

## スポーツ

### 野球
- 野球場のグラウンドが平均的に拡大化し、室内式のプロ野球場が次々と誕生する。

前半
- 日本プロ野球では西武ライオンズの第2期黄金時代。またFA制度や逆指名制度が誕生し、選手の年俸高騰に拍車がかかる。

後半
- プロ野球は野村克也監督のヤクルトスワローズが全盛期を迎える。またFA制度により主力選手の移籍が相次ぎ、特に読売ジャイアンツによる大物選手の獲得が反響を呼ぶ。その一方、近鉄の野茂英雄が大リーグに挑戦したことを契機に日本球界からの大リーグ挑戦が活発化。FA制度を使って大リーグに移籍するケースも生まれた。

### サッカー
サッカーでは1993年にJリーグが発足し、盛り上がりを見せる。初期はヴェルディ川崎・横浜マリノスが2強を争った。
1998年のFIFAワールドカップにサッカー日本代表が初めて出場。Jリーグは1999年にJ1・J2の2部制となる。J1はヴェルディ川崎・横浜マリノスの衰退により鹿島アントラーズ・ジュビロ磐田の2強となる。

### 相撲
- 大相撲での力士の平均体重がピークとなり、関取はおろか幕下以下でも体重200kg前後の力士が登場するようになった。

前半
- 大相撲では若貴兄弟（若乃花・貴乃花）の登場でブームを起こす。

後半
- 大相撲は兄弟横綱となった若貴（若乃花・貴乃花）に加え、曙・武蔵丸を加えた4横綱時代が1990年代中期 - 2000年代初頭まで続く。

### 格闘技
前半
- 柔道では小川直也・吉田秀彦・古賀稔彦・田村亮子が時代を築く。
- プロレスではインディー団体が次々旗揚げする。全日本プロレスでは四天王、新日本プロレスでは闘魂三銃士が登場し時代をリードする。ドームでのプロレスも始まり、平成の全盛時代を迎える。
- 格闘技では空手団体正道会館による格闘イベント「K-1」がスタート。新しい総合格闘技のジャンルが確立される。

後半
- 柔道で井上康生が登場し1996年の全日本柔道選手権では山下泰裕以来20年ぶりに高校生で出場し2000年代初頭まで大旋風を起こす。
- 格闘技では柔道のバルセロナオリンピック銀メダリスト小川直也がプロレス界に進出、さらにグレイシー柔術のヒクソン・グレイシー・K-1のアンディ・フグ・ピーター・アーツらが格闘技ブームを巻き起こす。

### その他
前半
- フィギュアスケートで伊藤みどりが活躍。
- ノルディック複合の荻原健司がその強さから「宇宙人」と評されるほどの活躍を見せた。

後半
- 長野オリンピック開催。地元開催もあって日本勢は過去最高となる金5個含む計10個のメダルを獲得。中でもスキージャンプとスピードスケートで目覚ましい活躍をみせた。
- 1996年、今中大介が1927年に出場した川室競以来のツール・ド・フランス出場。

## 人物

### 皇室
- 小和田雅子（1963年 - ）
- 川嶋紀子（1966年 - ）

### 政治
- 櫻内義雄（1912年 - 2003年）
- 後藤田正晴（1914年 - 2005年）
- 金丸信（1914年 - 1996年）
- 宮澤喜一（1919年 - 2007年）
- 渡辺美智雄（1923年 - 1995年）
- 村山富市（1924年 - ）
- 中山太郎（1924年 - 2023年）
- 野中広務（1925年 - 2018年）
- 梶山静六（1926年 - 2000年）
- 林義郎（1927年 - 2017年）
- 奥田敬和（1927年 - 1998年）
- 山岸章（1929年 - 2016年）
- 赤松良子（1929年 - 2024年）
- 海部俊樹（1931年 - 2022年）
- 佐藤信二（1932年 - 2016年）
- 渡部恒三（1932年 - 2020年）
- 青島幸男（1932年 - 2006年）
- 横山ノック（1932年 - 2007年）
- 武村正義（1934年 - 2022年）
- 保利耕輔（1934年 - 2023年）
- 羽田孜（1935年 - 2017年）
- 土田正顕（1936年 - 2004年）
- 瓦力（1937年 - 2013年）
- 池田行彦（1937年 - 2004年）
- 愛知和男（1937年 - 2024年）
- 橋本龍太郎（1937年 - 2006年）
- 小渕恵三（1937年 - 2000年）
- 河野洋平（1937年 - ）
- 細川護熙（1938年 - ）
- 小沢一郎（1942年 - ）

### 経済・メディア
- 平岩外四（1914年 - 2007年）
- 徳間康快（1921年 - 2000年）
- 氏家齊一郎（1926年 - 2011年）
- 渡邉恒雄（1926年 - 2024年）
- 高丘季昭（1929年 - 1996年）
- 豊田達郎（1929年 - 2017年）
- 藤居寛（1930年 - 2013年）
- 奥田碩（1932年 - ）
- 中部慶次郎（1933年 - 2007年）
- 和田繁明（1934年 - 2022年）
- 田原総一朗（1934年 - ）
- 宮内義彦（1935年 - ）
- 出井伸之（1937年 - 2022年）
- 日枝久（1937年 - ）
- 奥田務（1939年 - ）
- 鳥越俊太郎（1940年 - ）
- 榊原英資（1941年 - ）
- 花田紀凱（1942年 - ）
- 矢野博丈（1943年 - 2024年）
- 角川歴彦（1943年 - ）
- 永守重信（1944年 - ）
- 櫻井よしこ（1945年 - ）
- 宮崎学（1945年 - 2022年）
- 柳井正（1949年 - ）
- 辻邦彦（1952年 - 2013年）
- 阿川佐和子（1953年 - ）
- カルロス・ゴーン（1954年 - ）
- 大社啓二（1956年 - ）
- 江川紹子（1958年 - ）

### 文学
- 宗田理（1928年 - 2024年）
- 須賀敦子（1929年 - 1998年）
- 山村美紗（1931年 - 1996年）
- 渡辺淳一（1933年 - 2014年）
- 泡坂妻夫（1933年 - 2009年）
- 大江健三郎（1935年 - 2023年）
- 加藤幸子（1936年 - 2024年）
- 那須正幹（1942年 - 2021年）
- 出久根達郎（1944年 - ）
- 椎名誠（1944年 - ）
- 宮城谷昌光（1945年 - ）
- 車谷長吉（1945年 - 2015年）
- 内館牧子（1948年 - ）
- 糸井重里（1948年 - ）
- 村上春樹（1949年 - ）
- 荒川洋治（1949年 - ）
- 伊集院静（1950年 - 2023年）
- 水村美苗（1951年 - ）
- 浅田次郎（1951年 - ）
- 桐野夏生（1951年 - ）
- 村上龍（1952年 - ）
- 中島らも（1952年 - 2004年）
- 田中芳樹（1952年 - ）
- 林真理子（1954年 - ）
- 花村萬月（1955年 - ）
- 佐藤正午（1955年 - ）
- 奥泉光（1956年 - ）
- 大沢在昌（1956年 - ）
- 笙野頼子（1956年 - ）
- 東直己（1956年 - ）
- 保坂和志（1956年 - ）
- 荻野アンナ（1956年 - ）
- 山本弘（1956年 - 2024年）
- 氷室冴子（1957年 - 2008年）
- 鈴木光司（1957年 - ）
- 東野圭吾（1958年 - ）
- 大塚英志（1958年 - ）
- 見沢知廉（1959年 - 2005年）
- 山田詠美（1959年 - ）
- 有栖川有栖（1959年 - ）
- 辻仁成（1959年 - ）
- 多和田葉子（1960年 - ）
- 石田衣良（1960年 - ）
- 宮部みゆき（1960年 - ）
- 乃南アサ（1960年 - ）
- 綾辻行人（1960年 - ）
- 小野不由美（1960年 - ）
- 町田康（1962年 - ）
- 小川洋子（1962年 - ）
- 穂村弘（1962年 - ）
- 上橋菜穂子（1962年 - ）
- 京極夏彦（1963年 - ）
- 酒見賢一（1963年 - 2023年）
- 江國香織（1964年 - ）
- 角田光代（1967年 - ）
- 瀬名秀明（1968年 - ）
- 森絵都（1968年 - ）
- 柳美里（1968年 - ）
- 松岡圭祐（1968年 - ）
- 古橋秀之（1971年 - ）
- 平野啓一郎（1975年 - ）
- 乙武洋匡（1976年 - ）

### 哲学・思想・人文諸学
- 加藤九祚（1922年 - 2016年）
- 加藤寛（1926年 - 2013年）
- 速水融（1929年 - 2019年）
- 芳賀徹（1931年 - 2020年）
- 小堀桂一郎（1933年 - ）
- 西尾幹二（1935年 - 2024年）
- 木村汎（1936年 - 2019年）
- 野口悠紀雄（1940年 - ）
- 吉村作治（1943年 - ）
- 柳瀬尚紀（1943年 - 2016年）
- 中島義道（1946年 - ）
- 山内昌之（1947年 - ）
- 佐野眞一（1947年 - 2022年）
- 加藤典洋（1948年 - 2019年）
- 橋爪大三郎（1948年 - ）
- 鷲田清一（1949年 - ）
- 佐伯啓思（1949年 - ）
- 坂本多加雄（1950年 - 2002年）
- 御厨貴（1951年 - ）
- 島田裕巳（1953年 - ）
- 四方田犬彦（1953年 - ）
- 赤坂憲雄（1953年 - ）
- 柴田元幸（1954年 - ）
- 井上章一（1955年 - ）
- 苅谷剛彦（1955年- ）
- 山田昌弘（1957年 - ）
- 岡田斗司夫（1958年 - ）
- 大澤真幸（1958年 - ）
- 宮台真司（1959年 - ）
- 福田和也（1960年 - ）
- 斎藤環（1961年 - ）
- 宮崎哲弥（1962年 - ）
- 椹木野衣（1962年 - ）
- 鶴見済（1964年 - ）
- 藤井誠二（1965年 - ）
- 東浩紀（1971年 - ）

### 芸能
- 五代目 柳家小さん（1915年 - 2002年）
- 五代目 三遊亭圓楽（1933年 - 2009年）
- 桂歌丸（1936年 - 2018年）
- 林家木久扇（1937年 - ）
- 林家こん平（1943年 - 2020年）
- 三遊亭圓丈（1944年 - 2021年）
- 立川志の輔（1954年 - ）
- 桂吉朝（1954年 - 2005年）
- 春風亭小朝（1955年 - ）

#### お笑い
- 上岡龍太郎（1942年 - 2023年）
- チャーリー浜（1942年 - 2021年）
- タモリ（1945年 - ）
- ビートたけし（1947年 - ）
- 高田純次（1947年 - ）
- ヨネスケ（1948年 - ）
- きたろう（1948年 - ）
- 大竹まこと（1949年 - ）
- 間寛平（1949年 - ）
- 斉木しげる（1949年 - ）
- 志村けん（1950年 - 2020年）
- 三宅裕司（1951年 - ）
- 南部虎弾（1951年 - 2024年）
- 笑福亭鶴瓶（1951年 - ）
- 関根勤（1953年 - ）
- ルー大柴（1954年 - ）
- 所ジョージ（1955年 - ）
- 島崎俊郎（1955年 - 2023年）
- 上沼恵美子（1955年 - ）
- 村上ショージ（1955年 - ）
- 明石家さんま（1955年 - ）
- ラサール石井（1955年 - ）
- 小堺一機（1956年 - ）
- 渡辺正行（1956年 - ）
- 島田紳助（1956年 - ）
- 笑福亭笑瓶（1956年 - 2023年）
- ガダルカナル・タカ（1956年 - ）
- そのまんま東（1957年 - ）
- つまみ枝豆（1958年 - ）
- 久本雅美（1958年 - ）
- グレート義太夫（1958年 - ）
- ダンカン（1959年 - ）
- 大森うたえもん（1959年 - ）
- 井手らっきょ（1959年 - ）
- 清水ミチコ（1960年 - ）
- 山田邦子（1960年 - ）
- エスパー伊東（1960年 - 2024年）
- 上島竜兵（1961年 - 2022年）
- 山田雅人（1961年 - ）
- 石橋貴明（1961年 - ）
- 石塚英彦（1962年 - ）
- 木梨憲武（1962年 - ）
- 水道橋博士（1962年 - ）
- 寺門ジモン（1962年 - ）
- 木村祐一（1963年 - ）
- 肥後克広（1963年 - ）
- 松尾伴内（1963年 - ）
- 浜田雅功（1963年 - ）
- ラッシャー板前（1963年 - ）
- ほんこん（1963年 - ）
- 板尾創路（1963年 - ）
- 松本人志（1963年 - ）
- ミスターちん（1963年 - ）
- ジミー大西（1964年 - ）
- 出川哲朗（1964年 - ）
- 内村光良（1964年 - ）
- イジリー岡田（1964年 - ）
- 恵俊彰（1964年 - ）
- 田中裕二（1965年 - ）
- 南原清隆（1965年 - ）
- ヒロミ（1965年 - ）
- 勝俣州和（1965年 - ）
- 太田光（1965年 - ）
- 江頭2:50（1965年 - ）
- ノッチ（1965年 - ）
- 今田耕司（1966年 - ）
- 松本明子（1966年 - ）
- デビット伊東（1966年 - ）
- 森脇健児（1967年 - ）
- 三又忠久（1967年 - ）
- 三村マサカズ（1967年 - ）
- 玉袋筋太郎（1967年 - ）
- 中山秀征（1967年 - ）
- 東野幸治（1967年 - ）
- 松村邦洋（1967年 - ）
- 伊集院光（1967年 - ）
- 安田和博（1967年 - ）
- 大竹一樹（1967年 - ）
- 山崎邦正（1968年 - ）
- 山本圭壱（1968年 - ）
- 名倉潤（1968年 - ）
- 加藤浩次（1969年 - ）
- 堀内健（1969年 - ）
- 山崎まさや（1970年 - ）
- ウド鈴木（1970年 - ）
- 原田泰造（1970年 - ）
- 天野ひろゆき（1970年 - ）
- 岡村隆史（1970年 - ）
- 矢部浩之（1971年 - ）
- 濱口優（1972年 - ）
- 有野晋哉（1972年 - ）
- 有吉弘行（1974年 - ）
- 森脇和成（1974年 - ）

#### 司会
- みのもんた（1944年 - 2025年）
- 小倉智昭（1947年 - 2024年）
- 福澤朗（1963年 - ）

#### 脚本
- 野島伸司（1963年 - ）

#### 演出
- 宮本亜門（1958年 - ）

### 音楽

#### クラシック音楽
- フジコ・ヘミング（1931年 - 2024年）
- 米良美一（1971年 - ）

#### ポピュラー音楽
- ジャニー喜多川（1931年 - 2019年）
- 大野克夫（1939年 - ）
- 小田和正（1947年 - ）
- 長戸大幸（1948年 - ）
- 久石譲（1950年 - ）
- 近藤房之助（1951年 - ）
- 中島みゆき（1952年 - ）
- 稲垣潤一（1953年 - ）
- 松任谷由実（1954年 - ）
- 田中公平（1954年 - ）
- 天童よしみ（1954年 - ）
- 桑田佳祐（1956年 - ）
- 長渕剛（1956年 - ）
- 鈴木雅之（1956年 - ）
- 武部聡志（1957年 - ）
- 鷺巣詩郎（1957年 - ）
- CHAGE（1958年 - ）
- ASKA（1958年 - ）
- 織田哲郎（1958年 - ）
- 高橋ジョージ（1958年 - ）
- 玉置浩二（1958年 - ）
- 小室哲哉（1958年 - ）
- 小林武史（1959年 - ）
- 石井竜也（1959年 - ）
- 氷室京介（1960年 - ）
- 千住明（1960年 - ）
- 徳永英明（1961年 - ）
- 松本孝弘（1961年 - ）
- 藤あや子（1961年 - ）
- DJ KOO（1961年 - ）
- SAM（1962年 - ）
- 布袋寅泰（1962年 - ）
- ダイアモンド☆ユカイ（1962年 - ）
- 藤井フミヤ（1962年 - ）
- KAN（1962年 - 2023年）
- 菅野よう子（1963年 - ）
- 稲葉浩志（1964年 - ）
- 中山加奈子（1964年 - ）
- 藤井尚之（1964年 - ）
- 高野寛（1964年 - ）
- 森純太（1965年 - ）
- 前田亘輝（1965年 - ）
- 吉田美和（1965年 - ）
- 奥田民生（1965年 - ）
- 小林雅之（1965年 - ）
- 岡村靖幸（1965年 - ）
- 吉川晃司（1965年 - ）
- Toshi（1965年 - ）
- YOSHIKI（1965年 - ）
- 宮田和弥（1966年 - ）
- 櫻井敦司（1966年 - 2023年）
- 広瀬香美（1966年 - ）
- 立川俊之（1966年 - ）
- 宮本浩次（1966年 - ）
- スガシカオ（1966年 - ）
- 春畑道哉（1966年 - ）
- トータス松本（1966年 - ）
- 田島貴男（1966年 - )
- 大槻ケンヂ（1966年 - ）
- 本田美奈子.（1967年 - 2005年）
- 坂井泉水（1967年 - 2007年）
- 奥居香（1967年 - ）
- ピエール瀧（1967年 - ）
- 浅倉大介（1967年 - ）
- 伊藤一朗（1967年 - ）
- 草野マサムネ（1967年 - ）
- 石野卓球（1967年 - ）
- 葉加瀬太郎（1968年 - ）
- t-kimura（1968年 - ）
- 小沢健二（1968年 - ）
- Kダブシャイン（1968年 - ）
- チバユウスケ（1968年 - 2023年）
- つんく♂（1968年 - ）
- hyde（1969年 - ）
- 福山雅治（1969年 - ）
- 森高千里（1969年 - ）
- 槇原敬之（1969年 - ）
- 宇多丸（1969年 - ）
- tetsuya（1969年 - ）
- DEV LARGE（1969年 - 2015年）
- 池森秀一（1969年 - ）
- 大黒摩季（1969年 - ）
- 桜井和寿（1970年 - ）
- 河村隆一（1970年 - ）
- 西川貴教（1970年 - ）
- Zeebra（1971年 - ）
- TAKURO（1971年 - ）
- TERU（1971年 - ）
- 山崎まさよし（1971年 - ）
- 上杉昇（1972年 - ）
- 大貫亜美（1973年 - ）
- 岡本真夜（1974年 - ）
- 華原朋美（1974年 - ）
- 吉村由美（1975年 - ）
- 相川七瀬（1975年 - ）
- aiko（1975年 - ）
- yuri（1977年 - ）
- 安室奈美恵（1977年 - ）
- 持田香織（1978年 - ）
- 篠原ともえ（1979年 - ）
- 宇多田ヒカル（1983年 - ）

### 映画

#### 映画監督
- 小栗康平（1945年 - ）
- 石井隆（1946年 - 2022年）
- 北野武（1947年 - ）
- 黒沢清（1955年 - )
- 周防正行（1956年 - ）
- 雨宮慶太（1959年 - ）
- 三池崇史（1960年 - ）
- 三谷幸喜（1961年 - ）
- 手塚眞（1961年 - ）
- 岩井俊二（1963年 - ）
- 佐藤嗣麻子（1964年 - ）
- 本広克行（1965年 - ）

#### 俳優
- 藤村俊二（1934年 - 2017年）
- 石橋蓮司（1941年 - ）
- 橋爪功（1941年 - ）
- 渡瀬恒彦（1944年 - 2017年）
- 岸部一徳（1947年 - ）
- 寺尾聰（1947年 - ）
- 柄本明（1948年 - ）
- 鹿賀丈史（1950年 - ）
- 大杉漣（1951年 - 2018年）
- 草刈正雄（1952年 - ）
- 佐野史郎（1955年 - ）
- 内藤剛志（1955年 - ）
- 國村隼（1955年 - ）
- 役所広司（1956年 - ）
- 竹中直人（1956年 - ）
- 戸田恵子（1957年 - ）
- 時任三郎（1958年 - ）
- 樋口可南子（1958年 - ）
- 山村紅葉（1960年 - ）
- 佐藤浩市（1960年 - ）
- 西村雅彦（1960年 - ）
- 川島なお美（1960年 - 2015年）
- 柳葉敏郎（1961年 - ）
- 高橋克実（1961年 - ）
- 哀川翔（1961年 - ）
- 中井貴一（1961年 - ）
- 賀来千香子（1961年 - ）
- 光石研（1961年 - ）
- 豊川悦司（1962年 - ）
- 宇梶剛士（1962年 - ）
- 唐沢寿明（1963年 - ）
- 寺島進（1963年 - ）
- 竹内力（1964年 - ）
- 岸谷五朗（1964年 - ）
- 山口智子（1964年 - ）
- 高橋克典（1964年 - ）
- 草刈民代（1965年 - ）
- 上川隆也（1965年 - ）
- 沢口靖子（1965年 - ）
- 石黒賢（1966年 - ）
- 鈴木保奈美（1966年 - ）
- 江角マキコ（1966年 - ）
- 永瀬正敏（1966年 - ）
- 田口浩正（1967年 - ）
- 織田裕二（1967年 - ）
- 江口洋介（1967年 - ）
- 大沢たかお（1968年 - ）
- 渡部篤郎（1968年 - ）
- 鈴木京香（1968年 - ）
- 吉田栄作（1969年 - ）
- 石田ゆり子（1969年 - ）
- 加勢大周（1969年 - ）
- 中山美穂（1970年 - 2024年）
- 吉岡秀隆（1970年 - ）
- 竹野内豊（1971年 - ）
- 萩原聖人（1971年 - ）
- 木村多江（1971年 - ）
- 常盤貴子（1972年 - ）
- 高岡早紀（1972年 - ）
- 深津絵里（1973年 - ）
- 篠原涼子（1973年 - ）
- 松嶋菜々子（1973年 - ）
- 反町隆史（1973年 - ）
- 安藤政信（1975年 - ）
- 内田有紀（1975年 - ）
- 松たか子（1977年 - ）
- 麻生久美子（1978年 - ）
- 広末涼子（1980年 - ）

### 舞踏
- 田中泯（1945年 - ）

### 芸術
- 志村ふくみ（1924年 - ）
- 榊莫山（1926年 - 2010年）
- 原広司（1936年 - ）
- 谷口吉生（1937年 - 2024年）
- 荒木経惟（1940年 - ）
- 原田泰治（1940年 - 2022年）
- 安藤忠雄（1941年 - ）
- 石山修武（1944年 - ）
- 安田侃（1945年 - ）
- 中島千波（1945年 - ）
- 石踊達哉（1945年 - ）
- 石川九楊（1945年 - ）
- 藤森照信（1946年 - ）
- 大西重成（1946年 - ）
- 宮本隆司（1947年 - ）
- 畠中光享（1947年 - ）
- 柴田敏雄（1949年 - ）
- 舟越桂（1951年 - ）
- 森村泰昌（1951年 - ）
- おおた慶文（1951年 - ）
- 手塚雄二（1953年 - ）
- 磯江毅（1954年 - 2007年）
- 今道子（1955年 - ）
- 藤幡正樹（1956年 - ）
- 都築響一（1956年 - ）
- 中堀慎治（1956年 - ）
- 宮島達男（1957年 - ）
- 千住博（1958年 - ）
- 假屋崎省吾（1958年 - ）
- 内藤礼（1961年 - ）
- 飴屋法水（1961年 - ）
- ホンマタカシ（1962年 - ）
- 福田美蘭（1963年 - ）
- 竹谷隆之（1963年 - ）
- ヤノベケンジ（1965年 - ）
- 曽根裕（1965年 - ）
- 大岩オスカール（1965年 - ）
- 明和電機
  - 土佐正信（1965年 - ）
  - 土佐道信（1967年 - ）
- 池田亮司（1966年 - ）
- やなぎみわ（1967年 - ）
- 森万里子（1967年 - ）

### イラストレーター・コラムニスト
- 生頼範義（1935年 - 2015年）
- 亀和田武（1949年 - ）
- 夏目房之介（1950年 - ）
- 堀井憲一郎（1958年 - ）
- 中谷彰宏（1959年 - ）
- いのまたむつみ（1960年 - 2024年）
- ナンシー関（1962年 - 2003年）
- 大田垣晴子（1969年 - ）
- 井上純弌（1970年 - ）
- 桜瀬琥姫（1972年 - ）

### 探検
- 関野吉晴（1949年 - ）
- 星野道夫（1952年 - 1996年）

### 宗教
- 瀬戸内寂聴（1922年 - 2021年）
- 池田大作（1928年 - 2023年）
- 麻原彰晃（1955年 - 2018年）

### 漫画・アニメ
- やなせたかし（1919年 - 2013年）
- 水木しげる（1922年 - 2015年）
- 加藤芳郎（1925年 - 2006年）
- 小島功（1928年 - 2015年）
- 鈴木義司（1928年 - 2004年）
- 鳥海尽三（1929年 - 2008年）
- 佃公彦（1930年 - 2010年）
- 大塚康生（1931年 - 2021年）
- 白土三平（1932年 - 2021年）
- 泉昭二（1932年 - 2023年）
- 小林七郎（1932年 - 2022年）
- 藤子・F・不二雄（1933年 - 1996年）
- 藤子不二雄A（1934年 - 2022年）
- ムロタニツネ象（1934年 - 2021年）
- おおすみ正秋（1934年 - ）
- 矢吹公郎（1934年 - ）
- 楠部大吉郎（1934年 - 2005年）
- 高畑勲（1935年 - 2018年）
- 斎藤博（1936年 - 2015年）
- 篠原とおる（1936年 - ）
- 小池一夫（1936年 - 2019年）
- つのだじろう（1936年 - ）
- 笹川ひろし（1936年 - ）
- 古谷三敏（1936年 - 2021年）
- 楳図かずお（1936年 - 2024年）
- 小田部羊一（1936年 - ）
- 奥山玲子（1936年 - 2007年）
- よこたとくお（1936年 - 2022年）
- さいとう・たかを（1936年 - 2021年）
- 横山孝雄（1937年 - 2019年）
- 長谷邦夫（1937年 - 2018年）
- 高井研一郎（1937年 - 2016年）
- 東海林さだお（1937年 - ）
- 宮本貞雄（1937年 - 2024年）
- 楠部三吉郎（1938年 - 2020年）
- 石ノ森章太郎（1938年 - 1998年）
- 松本零士（1938年 - 2023年）
- 山崎晴哉（1938年 - 2002年）
- 勝間田具治（1938年 - ）
- 平田敏夫（1938年 - 2014年）
- 荒木伸吾（1938年 - 2011年）
- ちばてつや（1939年 - ）
- 角田紘一（1939年 - 2014年）
- 金山明博（1939年 - ）
- 水島新司（1939年 - 2022年）
- 月岡貞夫（1939年 - ）
- 村田耕一（1939年 - 2006年）
- 塩山紀生（1940年 - 2017年）
- 二宮常雄（1940年 - 2023年）
- 出﨑哲（1940年 - ）
- 杉井ギサブロー（1940年 - ）
- 北見けんいち（1940年 - ）
- 宮崎駿（1941年 - ）
- 高橋資祐（1941年 - 2007年）
- 芝山努（1941年 - ）
- やまさき十三（1941年 - ）
- 丸山正雄（1941年 - ）
- つげ忠男（1941年 - ）
- 村野守美（1941年 - 2011年）
- 雁屋哲（1941年 - ）
- 鳥海永行（1941年 - 2009年）
- 富野由悠季（1941年 - ）
- ケン月影（1941年 - ）
- 別紙壮一（1941年 - ）
- 秋竜山（1942年 - 2023年）
- 鈴木良武（1942年 - ）
- 岡迫亘弘（1942年 - ）
- 高橋良輔（1943年 - ）
- みやわき心太郎（1943年 - 2010年）
- 谷口守泰（1943年 - ）
- 奥田誠治（1943年 - ）
- ジョージ秋山（1943年 - 2020年）
- 須田正己（1943年 - 2021年）
- 高橋信也（1943年 - ）
- 出﨑統（1943年 - 2011年）
- 小松原一男（1943年 - 2000年）
- 遠崎史朗（1943年 - ）
- オダシゲ（1943年 - ）
- 池上遼一（1944年 - ）
- 杉野昭夫（1944年 - ）
- 高信太郎（1944年 - ）
- 七三太朗（1944年 - 2023年）
- 椛島義夫（1944年 - 2017年）
- 小林治（1945年 - ）
- わたせせいぞう（1945年 - ）
- 青木雄二（1945年 - 2003年）
- 白土武（1945年 - ）
- 坂口尚（1946年 - 1995年）
- 立原あゆみ（1946年 - ）
- 河内日出夫（1946年 - ）
- 富永貞義（1947年 - ）
- 布川ゆうじ（1947年 - 2022年）
- 吉川惣司（1947年 - ）
- みなもと太郎（1947年 - 2021年）
- 中村英一（1947年 - ）
- 高橋春男（1947年 - 2024年）
- 牧野和子（1947年 - ）
- 所ゆきよし（1947年 - 2023年）
- 花輪和一（1947年 - ）
- 松森正（1947年 - ）
- 植田まさし（1947年 - ）
- はるき悦巳（1947年 - ）
- かざま鋭二（1947年 - 2022年）
- 武論尊（1947年 - ）
- 本宮ひろ志（1947年 - ）
- 尾瀬あきら（1947年 - ）
- 西岸良平（1947年 - ）
- 谷口ジロー（1947年 - 2017年）
- 大島弓子（1947年 - ）
- 弘兼憲史（1947年 - ）
- 山岸凉子（1947年 - ）
- 安彦良和（1947年 - ）
- 池田理代子（1947年 - ）
- 大河原邦男（1947年 - ）
- 狩撫麻礼（1947年 - 2018年）
- 里中満智子（1948年 - ）
- 玄太郎（1948年 - ）
- もりたじゅん（1948年 - ）
- 小山ゆう（1948年 - ）
- 大和和紀（1948年 - ）
- 神田たけ志（1948年 - ）
- 御厨さと美（1948年 - 2022年）
- 石川賢（1948年 - 2006年）
- 山松ゆうきち（1948年 - ）
- かわぐちかいじ（1948年 - ）
- みね武（1948年 - ）
- 鈴木敏夫（1948年 - ）
- やまだ紫（1948年 - 2009年）
- 柳沢きみお（1948年 - ）
- 内山まもる（1949年 - 2011年）
- 大橋学（1949年 - 2022年）
- 叶精作（1949年 - ）
- 川崎三枝子（1949年 - ）
- 加藤唯史（1949年 - 2017年）
- 松久由宇（1949年 - ）
- たちいりハルコ（1949年 - ）
- 萩尾望都（1949年 - ）
- 市川ジュン（1949年 - ）
- 寺島優（1949年 - ）
- 岸裕子（1949年 - ）
- 諸星大二郎（1949年 - ）
- 山田ミネコ（1949年 - ）
- あしべゆうほ（1949年 - ）
- 一条ゆかり（1949年 - ）
- 神保あつし（1949年 - ）
- 樹村みのり（1949年 - ）
- 関川夏央（1949年 - ）
- 弓月光（1949年 - ）
- さだやす圭（1949年 - ）
- こだま兼嗣（1949年 - ）
- 聖悠紀（1949年 - 2022年）
- やまさき拓味（1949年 - ）
- 柴田昌弘（1949年 - ）
- 山田みちしろ（1949年 - ）
- 湖川友謙（1950年 - ）
- ささやななえ（1950年 - 2024年）
- 吾妻ひでお（1950年 - 2019年）
- 竹宮惠子（1950年 - ）
- 土山しげる（1950年 - 2018年）
- 林律雄（1950年 - ）
- 平口広美（1950年 - ）
- 近藤喜文（1950年 - 1998年）
- 和田慎二（1950年 - 2011年）
- 福山庸治（1950年 - ）
- 庄司陽子（1950年 - ）
- 倉科遼（1950年 - ）
- 神江里見（1950年 - 2016年）
- 河あきら（1950年 - ）
- いがらしゆみこ（1950年 - ）
- おかべりか（1950年 - 2017年）
- 川尻善昭（1950年 - ）
- 中島史雄（1950年 - ）
- 郷力也（1950年 - ）
- 一ノ関圭（1950年 - ）
- 奈知未佐子（1951年 - ）
- 能條純一（1951年 - ）
- あだち充（1951年 - ）
- いしかわじゅん（1951年 - ）
- 美内すずえ（1951年 - ）
- 沼よしのぶ（1951年 - ）
- 新谷かおる（1951年 - ）
- かとうひろし（1951年 - ）
- 村上もとか（1951年 - ）
- 押井守（1951年 - ）
- 風間宏子（1951年 - ）
- いしいひさいち（1951年 - ）
- ひさうちみちお（1951年 - ）
- 川崎ゆきお（1951年 - ）
- 貞光紳也（1951年 - ）
- 金田伊功（1952年 - 2009年）
- 男鹿和雄（1952年 - ）
- 鷹匠政彦（1952年 - ）
- 佐伯かよの（1952年 - 2021年）
- 天野喜孝（1952年 - ）
- 竹村よしひこ（1952年 - ）
- 村生ミオ（1952年 - 2022年）
- 友永和秀（1952年 - ）
- 真下耕一（1952年 - ）
- 六田登（1952年 - ）
- 堀田かつひこ（1952年 - ）
- 白山宣之（1952年 - 2012年）
- 三原順（1952年 - 1995年）
- ますむらひろし（1952年 - ）
- 秋本治（1952年 - ）
- 山田ゴロ（1952年 - ）
- 大野広司（1952年 - ）
- 西久保瑞穂（1953年 - ）
- 坂田靖子（1953年 - ）
- 城アラキ（1953年 - ）
- 魔夜峰央（1953年 - ）
- 沢田ユキオ（1953年 - ）
- 山本二三（1953年 - 2023年）
- ながいのりあき（1953年 - ）
- 小林よしのり（1953年 - ）
- 一川孝久（1953年 - ）
- 谷村ひとし（1953年 - ）
- 高橋よしひろ（1953年 - ）
- 滝沢敏文（1953年 - 2015年）
- コジロー（1953年 - ）
- 宮下あきら（1953年 - ）
- 新田たつお（1953年 - ）
- うえだひでひと（1953年 - 2015年）
- 百瀬義行（1953年 - ）
- 車田正美（1953年 - ）
- 岸義之（1953年 - ）
- やすみ哲夫（1954年 - ）
- 鴫野彰（1954年 - 2024年）
- 星野之宣（1954年 - ）
- 広井王子（1954年 - ）
- 陸奥A子（1954年 - ）
- 山本おさむ（1954年 - ）
- うえやまとち（1954年 - ）
- 中山星香（1954年 - ）
- 大島やすいち（1954年 - ）
- 湯田伸子（1954年 - 2016年）
- 大友克洋（1954年 - ）
- 渡辺みちお（1954年 - ）
- 小倉宏昌（1954年 - ）
- 笈川かおる（1954年 - ）
- 三浦みつる（1954年 - ）
- 田渕由美子（1954年 - ）
- たつき諒（1954年 - ）
- いわしげ孝（1954年 - 2013年）
- いがらしみきお（1955年 - ）
- 泉晴紀（1955年 - ）
- ひろき真冬（1955年 - ）
- 田中しょう（1955年 - ）
- 田村信（1955年 - ）
- 鳥山明（1955年 - 2024年）
- 中村隆太郎（1955年 - 2013年）
- くらもちふさこ（1955年 - ）
- 佐々木淳子（1955年 - ）
- 大塚伸治（1955年 - ）
- 影山楙倫（1955年 - ）
- 中崎タツヤ（1955年 - ）
- 平松伸二（1955年 - ）
- たかなししずえ（1955年 - ）
- のむらしんぼ（1955年 - ）
- 金井たつお（1955年 - ）
- むつ利之（1955年 - ）
- はしもとみつお（1955年 - ）
- 天王寺大（1955年 - ）
- 剣名舞（1955年 - ）
- 三好銀（1955年 - 2016年）
- 室山まゆみ
  - 室山眞弓（1955年 - ）
  - 室山眞里子（1957年 - ）
- たなか亜希夫（1956年 - ）
- 三山のぼる（1956年 - 2007年）
- 大地丙太郎（1956年 - ）
- 長崎尚志（1956年 - ）
- 鍋島修（1956年 - ）
- 宮西計三（1956年 - ）
- 酒井美羽（1956年 - ）
- 花咲アキラ（1956年 - ）
- 高橋葉介（1956年 - ）
- 江口寿史（1956年 - ）
- 夢野一子（1956年 - ）
- さいふうめい（1956年 - ）
- 里見桂（1956年 - ）
- 笠原倫（1956年 - ）
- 清原なつの（1956年 - ）
- 吉田秋生（1956年 - ）
- 姫野美智（1956年 - ）
- 宮崎まさる（1956年 - ）
- 槇村さとる（1956年 - ）
- 平野俊弘（1956年 - ）
- ときたひろこ（1956年 - ）
- 来賀友志（1956年 - 2022年）
- 松苗あけみ（1956年 - ）
- 大賀俊二（1956年 - ）
- 小椋冬美（1956年 - ）
- さべあのま（1956年 - ）
- 川三番地（1957年 - ）
- 野部利雄（1957年 - ）
- 柴門ふみ（1957年 - ）
- 楠みちはる（1957年 - ）
- 岩館真理子（1957年 - ）
- 板垣恵介（1957年 - ）
- 穴久保幸作（1957年 - ）
- 山本康人（1957年 - ）
- 魚戸おさむ（1957年 - ）
- 近藤ようこ（1957年 - ）
- 逢坂みえこ（1957年 - ）
- 毛利和昭（1957年 - ）
- 平山智（1957年 - ）
- 亀垣一（1957年 - ）
- 秋月りす（1957年 - ）
- 高口里純（1957年 - ）
- 高橋留美子（1957年 - ）
- ほったゆみ（1957年 - ）
- 高野文子（1957年 - ）
- ゆうきまさみ（1957年 - ）
- 後藤真砂子（1957年 - ）
- 山科けいすけ（1957年 - ）
- あおきてつお（1957年 - ）
- しりあがり寿（1958年 - ）
- 三田紀房（1958年 - ）
- 破李拳竜（1958年 - ）
- みうらじゅん（1958年 - ）
- とり・みき（1958年 - ）
- しげの秀一（1958年 - ）
- 奥脇雅晴（1958年 - ）
- 臼井儀人（1958年 - 2009年）
- 小林まこと（1958年 - ）
- 佐藤好春（1958年 - ）
- くさか里樹（1958年 - ）
- 猿渡哲也（1958年 - ）
- 久住昌之（1958年 - ）
- 巻来功士（1958年 - ）
- 業田良家（1958年 - ）
- 大塚英志（1958年 - ）
- 寺島令子（1958年 - ）
- 喜国雅彦（1958年 - ）
- おおつぼマキ（1958年 - 2022年）
- 石川光久（1958年 - ）
- よしまさこ（1958年 - ）
- 杉浦日向子（1958年 - 2005年）
- 徳田ザウルス（1958年 - 2006年）
- 出渕裕（1958年 - ）
- 守村大（1958年 - ）
- 福本伸行（1958年 - ）
- 桜井弘明（1958年 - ）
- 佐藤智一（1958年 - ）
- 真柴ひろみ（1958年 - ）
- 大塚正実（1958年 - ）
- 田島みるく（1958年 - ）
- 望月智充（1958年 - ）
- 尼子騒兵衛（1958年 - ）
- 犬丸りん（1958年 - 2006年）
- 今泉伸二（1958年 - ）
- 木内一雅（1958年 - ）
- 田北鑑生（1958年 - ）
- 本橋秀之（1958年 - ）
- 山本貴嗣（1959年 - ）
- 竹本泉（1959年 - ）
- 伊藤ゆう（1959年 - ）
- こせきこうじ（1959年 - ）
- 井上紀良（1959年 - ）
- 吉野朔実（1959年 - 2016年）
- 徳弘正也（1959年 - ）
- 山田貴敏（1959年 - ）
- 北条司（1959年 - ）
- 板野一郎（1959年 - ）
- やくみつる（1959年 - ）
- 中村真理子（1959年 - ）
- 西尾大介（1959年 - ）
- 近藤和久（1959年 - ）
- 池野恋（1959年 - ）
- 片山まさゆき（1959年 - ）
- あろひろし（1959年 - ）
- 石渡治（1959年 - ）
- 荻野真（1959年 - 2019年）
- 寺沢大介（1959年 - ）
- 嶺岸信明（1959年 - ）
- 遊人（1959年 - ）
- 河合じゅんじ（1959年 - ）
- 原恵一（1959年 - ）
- 内田春菊（1959年 - ）
- 山下和美（1959年 - ）
- 藤原カムイ（1959年 - ）
- 本郷みつる（1959年 - ）
- 大森英敏（1959年 - ）
- 細野不二彦（1959年 - ）
- 清水としみつ（1959年 - ）
- 波津彬子（1959年 - ）
- 森本晃司（1959年 - ）
- 須賀原洋行（1959年 - ）
- 善聡一郎（1959年 - ）
- 長岡康史（1959年 - ）
- 青沼貴子（1960年 - ）
- 浦沢直樹（1960年 - ）
- 永野護（1960年 - ）
- 山本直樹（1960年 - ）
- 樹なつみ（1960年 - ）
- 明智抄（1960年 - 2020年）
- 石川優吾（1960年 - ）
- 高岩ヨシヒロ（1960年 - ）
- 成田美名子（1960年 - ）
- 内田順久（1960年 - ）
- 佐藤順一（1960年 - ）
- なかいま強（1960年 - ）
- 岡崎つぐお（1960年 - ）
- 庵野秀明（1960年 - ）
- 荒木飛呂彦（1960年 - ）
- 伊藤伸平（1960年 - ）
- 塀内夏子（1960年 - ）
- まついなつき（1960年 - 2020年）
- 小林誠（1960年 - ）
- 高寺彰彦（1960年 - 2019年）
- 菊池としを（1960年 - ）
- 岩明均（1960年 - ）
- 高橋陽一（1960年 - ）
- 片渕須直（1960年 - ）
- 川原正敏（1960年 - ）
- 青木俊直（1960年 - ）
- いましろたかし（1960年 - ）
- 渡辺多恵子（1960年 - ）
- 竹熊健太郎（1960年 - ）
- きうちかずひろ（1960年 - ）
- 石山東吉（1960年 - ）
- 多田かおる（1960年 - 1999年）
- 吉田聡（1960年 - ）
- 梅津泰臣（1960年 - ）
- 三谷幸広（1960年 - ）
- ゆでたまご
  - 嶋田隆司（1960年 - ）
  - 中井義則（1961年 - ）
- 山本泰一郎（1961年 - ）
- きくち正太（1961年 - ）
- 東元（1961年 - 2022年）
- 梶研吾（1961年 - ）
- 吉田徹（1961年 - ）
- 外薗昌也（1961年 - ）
- 桜玉吉（1961年 - ）
- 江川達也（1961年 - ）
- 蛭田達也（1961年 - ）
- 島本和彦（1961年 - ）
- 若林健次（1961年 - ）
- 鶴田謙二（1961年 - ）
- 斉藤富士夫（1961年 - ）
- 原秀則（1961年 - ）
- 青山広美（1961年 - ）
- 三沢伸（1961年 - ）
- 日渡早紀（1961年 - ）
- 阿部記之（1961年 - ）
- 北爪宏幸（1961年 - ）
- 今川泰宏（1961年 - ）
- 所十三（1961年 - ）
- 原哲夫（1961年 - ）
- ふくやまけいこ（1961年 - ）
- 克・亜樹（1961年 - ）
- 新房昭之（1961年 - ）
- こだま学（1961年 - ）
- 高橋和希（1961年 - 2022年）
- 佐々木倫子（1961年 - ）
- 唐沢なをき（1961年 - ）
- 士郎正宗（1961年 - ）
- 高松信司（1961年 - ）
- 御童カズヒコ（1961年 - 2024年）
- 青木たかお（1961年 - ）
- 山下将仁（1961年 - ）
- SUEZEN（1961年 - ）
- 西村ミツル（1962年 - ）
- 安永航一郎（1962年 - ）
- 高橋幸二（1962年 - ）
- 貞本義行（1962年 - ）
- 佐野浩敏（1962年 - ）
- 佐木飛朗斗（1962年 - ）
- 王欣太（1962年 - ）
- 垣野内成美（1962年 - ）
- ムトウユージ（1962年 - ）
- 藤臣柊子（1962年 - ）
- 流水凜子（1962年 - ）
- 田中圭一（1962年 - ）
- 中尊寺ゆつこ（1962年 - 2005年）
- 中川いさみ（1962年 - ）
- 樹林伸（1962年 - ）
- 糸島雅彦（1962年 - ）
- ガモウひろし（1962年 - ）
- 島崎譲（1962年 - ）
- 田村由美（1962年 - ）
- 森下裕美（1962年 - ）
- 黒岩よしひろ（1962年 - 2018年）
- 木村直巳（1962年 - ）
- 深谷かほる（1962年 - ）
- あさりよしとお（1962年 - ）
- 柊あおい（1962年 - ）
- けらえいこ（1962年 - ）
- 桂正和（1962年 - ）
- 恩田尚之（1962年 - ）
- 結城信輝（1962年 - ）
- わたなべぢゅんいち（1962年 - 2007年）
- 鍋島雅治（1963年 - 2019年）
- あさいもとゆき（1963年 - ）
- 西村誠芳（1963年 - ）
- 麻宮騎亜（1963年 - ）
- 上條淳士（1963年 - ）
- 前田真宏（1963年 - ）
- 平松禎史（1963年 - ）
- 高田裕三（1963年 - ）
- 清水玲子（1963年 - ）
- 山本直子（1963年 - ）
- 岡村賢二（1963年 - ）
- 萩原一至（1963年 - ）
- 相原コージ（1963年 - ）
- 堤規至（1963年 - ）
- 今石進（1963年 - ）
- 近藤勝也（1963年 - ）
- 吉住渉（1963年 - ）
- 逢坂浩司（1963年 - 2007年）
- 青山剛昌（1963年 - ）
- 山原義人（1963年 - ）
- 水沢めぐみ（1963年 - ）
- 越智博之（1963年 - ）
- 桜沢エリカ（1963年 - ）
- 中島徹（1963年 - 2011年）
- 伊藤潤二（1963年 - ）
- 吉田戦車（1963年 - ）
- 本そういち（1963年 - ）
- 新井英樹（1963年 - ）
- 森木靖泰（1963年 - ）
- 今敏（1963年 - 2010年）
- さとう輝（1963年 - ）
- 河内実加（1963年 - ）
- 北久保弘之（1963年 - ）
- 西森博之（1963年 - ）
- 寺田克也（1963年 - ）
- 岡崎京子（1963年 - ）
- 窪岡俊之（1963年 - ）
- コージィ城倉（1963年 - ）
- 久住卓也（1963年 - ）
- 田中直哉（1963年 - ）
- 加戸誉夫（1963年 - ）
- 西村博之（1963年 - ）
- 望月峯太郎（1964年 - ）
- 光原伸（1964年 - ）
- 水縞とおる（1964年 - ）
- 和田ラヂヲ（1964年 - ）
- 福田道生（1964年 - ）
- 荒川真嗣（1964年 - ）
- 稲田浩司（1964年 - ）
- 荒川稔久（1964年 - ）
- よしもとよしとも（1964年 - ）
- にわのまこと（1964年 - ）
- 河合克敏（1964年 - ）
- 木村貴宏（1964年 - 2023年）
- 藤田和日郎（1964年 - ）
- 加瀬あつし（1964年 - ）
- 高橋ゆたか（1964年 - ）
- 皆川亮二（1964年 - ）
- 藤島康介（1964年 - ）
- 佐藤竜雄（1964年 - ）
- 真船一雄（1964年 - ）
- ワタナベシンイチ（1964年 - ）
- いくえみ綾（1964年 - ）
- 三条陸（1964年 - ）
- ほりのぶゆき（1964年 - ）
- 高橋のぼる（1964年 - ）
- 若林厚史（1964年 - ）
- 真倉翔（1964年 - ）
- 末田雄一郎（1964年 - ）
- あだちつよし（1964年 - ）
- 内田かずひろ（1964年 - ）
- 松本剛（1964年 - ）
- 村瀬修功（1964年 - ）
- サライネス（1964年/1965年 - ）
- 永福一成（1965年 - ）
- 山口かつみ（1965年 - ）
- 樹崎聖（1965年 - ）
- 野中英次（1965年 - ）
- 今賀俊（1965年 - ）
- 黄瀬和哉（1965年 - ）
- こしたてつひろ（1965年 - ）
- 湯浅政明（1965年 - ）
- 朝倉世界一（1965年 - ）
- 高岡淳一（1965年 - ）
- やまじえびね（1965年 - ）
- さくらももこ（1965年 - 2018年）
- 高見明男（1965年 - ）
- 渡辺信一郎（1965年 - ）
- 浜岡賢次（1965年 - ）
- 満田拓也（1965年 - ）
- 椎名高志（1965年 - ）
- 岡田あーみん（1965年 - ）
- 金成陽三郎（1965年 - ）
- 高橋ツトム（1965年 - ）
- 木崎ひろすけ（1965年 - 2001年）
- 橋本敬史（1965年 - ）
- 柳沢まさひで（1965年 - ）
- やまだないと（1965年 - ）
- 篠原保（1965年 - ）
- 松原秀典（1965年 - ）
- 石垣ゆうき（1965年 - ）
- 水島努（1965年 - ）
- 髙橋ヒロシ（1965年 - ）
- さとうけいいち（1965年 - ）
- さとうふみや（1965年 - ）
- 山下いくと（1965年 - ）
- 山田玲司（1966年 - ）
- 森川ジョージ（1966年 - ）
- 大張正己（1966年 - ）
- 杉森建（1966年 - ）
- あらいずみるい（1966年 - ）
- 山下明彦（1966年 - ）
- 田島昭宇（1966年 - ）
- うるし原智志（1966年 - ）
- よしもときんじ（1966年 - 2021年）
- 水野和則（1966年 - 2017年）
- 梅澤春人（1966年 - ）
- 冨樫義博（1966年 - ）
- 入江喜和（1966年 - ）
- 樋口大輔（1966年 - ）
- ひうらさとる（1966年 - ）
- 藤原芳秀（1966年 - ）
- うたたねひろゆき（1966年 - ）
- 神尾葉子（1966年 - ）
- 八神ひろき（1966年 - ）
- 三浦建太郎（1966年 - 2021年）
- 山本夜羽（1966年 - 2022年）
- 北崎拓（1966年 - ）
- 鬼頭莫宏（1966年 - ）
- 渡辺歩（1966年 - ）
- 田中ユタカ（1966年 - ）
- 上田美和（1966年 - ）
- 西山優里子（1966年 - ）
- 沖浦啓之（1966年 - ）
- 山口貴由（1966年 - ）
- 桂憲一郎（1966年 - ）
- ロビン西（1966年 - ）
- 中山昌亮（1966年 - ）
- 森田まさのり（1966年 - ）
- 浅美裕子（1966年 - ）
- 西炯子（1966年 - ）
- 田口雅之（1966年 - ）
- 技来静也（1966年 - ）
- 磯光雄（1966年 - ）
- 宇田鋼之介（1966年 - ）
- 大平晋也（1966年 - ）
- 松井雪子（1967年 - ）
- 井上雄彦（1967年 - ）
- 藤沢とおる（1967年 - ）
- 矢沢あい（1967年 - ）
- 山下高明（1967年 - ）
- 武内直子（1967年 - ）
- 小森高博（1967年 - ）
- 太田垣康男（1967年 - ）
- 内藤泰弘（1967年 - ）
- 谷川史子（1967年 - ）
- 岡野剛（1967年 - ）
- 柴田亜美（1967年 - ）
- 橋口たかし（1967年 - ）
- きたがわ翔（1967年 - ）
- さいとうちほ（1967年 - ）
- 樫本学ヴ（1967年 - ）
- 岡崎武士（1967年 - ）
- 久米田康治（1967年 - ）
- 村枝賢一（1967年 - ）
- 高橋しん（1967年 - ）
- 奥浩哉（1967年 - ）
- 細田守（1967年 - ）
- 甲斐谷忍（1967年 - ）
- 米原秀幸（1967年 - ）
- 松本大洋（1967年 - ）
- 本島幸久（1967年 - ）
- CLAMP
  - 大川七瀬（1967年 - ）
  - もこな（1968年 - ）
  - 猫井椿（1969年 - ）
  - いがらし寒月（1969年 - ）
- 山田芳裕（1968年 - ）
- 浅田弘幸（1968年 - ）
- 田畑由秋（1968年 - ）
- 中澤一登（1968年 - ）
- 横井孝二（1968年 - ）
- 松浦聡彦（1968年 - ）
- 小沢としお（1968年 - ）
- 菊田洋之（1968年 - ）
- かわすみひろし（1968年 - ）
- あずまきよひこ（1968年 - ）
- 曽田正人（1968年 - ）
- 山本英夫（1968年 - ）
- 西尾鉄也（1968年 - ）
- 赤松健（1968年 - ）
- 谷津美弥子（1968年 - ）
- 萩原伸一（1968年 - ）
- 長谷川眞也（1968年 - ）
- 七月鏡一（1968年 - ）
- おおばやしみゆき（1968年 - ）
- こうの史代（1968年 - ）
- 村田蓮爾（1968年 - ）
- 村木靖（1968年 - ）
- 後藤圭二（1968年 - ）
- 榎本俊二（1968年 - ）
- 渡辺潤（1968年 - ）
- 桐山光侍（1968年 - ）
- 八木教広（1968年 - ）
- 田畑由秋（1968年 - ）
- 安藤雅司（1969年 - ）
- 小畑健（1969年 - ）
- 永野あかね（1969年 - ）
- 小川悦司（1969年 - ）
- 青木光恵（1969年 - ）
- 本秀康（1969年 - ）
- 星野泰視（1969年 - ）
- ハロルド作石（1969年 - ）
- 石原満（1969年 - ）
- あんど慶周（1969年 - ）
- 五十嵐大介（1969年 - ）
- 小池田マヤ（1969年 - ）
- 古谷野孝雄（1969年 - ）
- 二ノ宮知子（1969年 - ）
- マーチン角屋（1969年 - ）
- 木多康昭（1969年 - ）
- おおひなたごう（1969年 - ）
- 福島聡（1969年 - ）
- 植芝理一（1969年 - ）
- 伊藤理佐（1969年 - ）
- 柏木ハルコ（1969年 - ）
- 田中宏（1970年 - ）
- 安藤なつみ（1970年 - ）
- 大島司（1970年 - ）
- 沙村広明（1970年 - ）
- 玉井雪雄（1970年 - ）
- 朝基まさし（1970年 - ）
- 渡瀬悠宇（1970年 - ）
- 冬目景（1970年 - ）
- 小花美穂（1970年 - ）
- 上山道郎（1970年 - ）
- 和月伸宏（1970年 - ）
- つの丸（1970年 - ）
- 津田雅美（1970年 - ）
- 余湖裕輝（1970年 - ）
- 海野つなみ（1970年 - ）
- 田中久仁彦（1970年 - ）
- 玉越博幸（1970年 - ）
- 上田倫子（1970年 - ）
- 遠藤浩輝（1970年 - ）
- 六道神士（1970年 - ）
- 羽生生純（1970年 - ）
- 鶴岡伸寿（1970年 - ）
- 武村勇治（1970年 - ）
- 弐瓶勉（1971年 - ）
- 藤崎竜（1971年 - ）
- 瀬口たかひろ（1971年 - ）
- 安野モヨコ（1971年 - ）
- 岩田やすてる（1971年 - ）
- 境宗久（1971年 - ）
- 大橋ツヨシ（1971年 - ）
- かずはじめ（1971年 - ）
- よしながふみ（1971年 - ）
- 古谷実（1972年 - ）
- 武井宏之（1972年 - ）
- 雁須磨子（1972年 - ）
- 柴田ヨクサル（1972年 - ）
- たくま朋正（1972年 - ）
- 坂本眞一（1972年 - ）
- 安西信行（1972年 - ）
- 山田南平（1972年 - ）
- 上山徹郎（1973年 - ）
- 岸虎次郎（1973年 - ）
- 松下容子（1973年 - ）
- 別天荒人（1973年 - ）
- 高屋奈月（1973年 - ）
- みずしな孝之（1973年 - ）
- 平野耕太（1973年 - ）
- 川村美香（1973年 - ）
- 中条比紗也（1973年 - 2023年）
- 志村貴子（1973年 - ）
- 芦原妃名子（1974年 - 2024年）
- 小坂俊史（1974年 - ）
- うすた京介（1974年 - ）
- 天野こずえ（1974年 - ）
- 沖さやか（1974年 - ）
- 日本橋ヨヲコ（1974年 - ）
- 藤井みほな（1974年 - ）
- 小栗かずまた（1974年 - ）
- 尾田栄一郎（1975年 - ）
- 島袋光年（1975年 - ）
- 日高万里（1976年 - ）
- 鈴木央（1977年 - ）
- 種村有菜（1978年 - ）
- 金田一蓮十郎（1979年 - ）

### 科学
- 毛利衛（1948年 - ）
- 向井千秋（1952年 - ）

### ゲーム関係
- 石原恒和（1957年 - ）
- 宮岡寛（1958年 - ）
- 坂口博信（1962年 - ）
- 小島秀夫（1963年 - ）
- 田尻智（1965年 - ）
- 増田順一（1968年 - ）
- 桜井政博（1970年 - ）

### スポーツ
- 尾崎将司（1947年 - ）
- 岡部幸雄（1948年 - ）
- 河内洋（1955年 - ）
- 三沢光晴（1962年 - 2009年）
- 武藤敬司（1962年 - ）
- 蝶野正洋（1963年 - ）
- 橋本真也（1965年 - 2005年）
- 有森裕子（1966年 - ）
- 古賀稔彦（1967年 - 2021年）
- 武豊（1969年 - ）
- 曙太郎（1969年 - 2024年）
- 伊藤みどり（1969年 - ）
- 荻原健司（1969年 - ）
- 若乃花勝（1971年 - ）
- 武蔵丸光洋（1971年 - ）
- 貴乃花光司（1972年 - ）
- 田村亮子（1975年 - ）
- 岩崎恭子（1978年 - ）

#### 野球
- 近藤貞雄（1925年 - 2006年）
- 根本陸夫（1926年 - 1999年）
- 藤田元司（1931年 - 2006年）
- 大沢啓二（1932年 - 2010年）
- 吉田義男（1933年 - ）
- 仰木彬（1935年 - 2005年）
- 野村克也（1935年 - 2020年）
- 長嶋茂雄（1936年 - 2025年）
- 森祗晶（1937年 - ）
- 上田利治（1937年 - 2017年）
- 須藤豊（1937年 - ）
- 近藤昭仁（1938年 - 2019年）
- 権藤博（1938年 - ）
- 王貞治（1940年 - ）
- 高木守道（1941年 - 2020年）
- 土井正三（1942年 - 2009年）
- 江尻亮（1943年 - ）
- 八木沢荘六（1944年 - ）
- 田淵幸一（1946年 - ）
- 山本浩二（1946年 - ）
- 星野仙一（1947年 - 2018年）
- 鈴木啓示（1947年 - ）
- 大矢明彦（1947年 - ）
- 三村敏之（1948年 - 2009年）
- 中村勝広（1949年 - 2015年）
- 佐々木恭介（1949年 - ）
- 東尾修（1950年 - ）
- 大島康徳（1950年 - 2021年）
- 新井宏昌（1952年 - ）
- 真弓明信（1953年 - ）
- 落合博満（1953年 - ）
- 佐藤義則（1954年 - ）
- 斉藤明夫（1955年 - ）
- 遠藤一彦（1955年 - ）
- 平野謙（1955年 - ）
- 達川光男（1955年 - ）
- 大野豊（1955年 - ）
- 西本聖（1956年 - ）
- 石毛宏典（1956年 - ）
- 鹿取義隆（1957年 - ）
- 北別府学（1957年 - 2023年）
- 篠塚和典（1957年 - ）
- 柴田保光（1957年 - 2022年）
- 山本和範（1957年 - ）
- 岡田彰布（1957年 - ）
- 久保康生（1958年 - ）
- 宇野勝（1958年 - ）
- 原辰徳（1958年 - ）
- 大石大二郎（1958年 - ）
- 高木豊（1958年 - ）
- 辻発彦（1958年 - ）
- 小松辰雄（1959年 - ）
- 川口和久（1959年 - ）
- 山沖之彦（1959年 - ）
- 五十嵐信一（1959年 - ）
- 西村徳文（1960年 - ）
- 福良淳一（1960年 - ）
- 川又米利（1960年 - ）
- 松永浩美（1960年 - ）
- 金石昭人（1960年 - ）
- 吉竹春樹（1961年 - ）
- 石嶺和彦（1961年 - ）
- 木戸克彦（1961年 - ）
- 岡崎郁（1961年 - ）
- 広瀬哲朗（1961年 - ）
- 白井一幸（1961年 - ）
- 小早川毅彦（1961年 - ）
- 仁村徹（1961年 - ）
- 正田耕三（1962年 - ）
- 秋山幸二（1962年 - ）
- 広澤克実（1962年 - ）
- 中西清起（1962年 - ）
- 河野博文（1962年 - ）
- 藤井康雄（1962年 - ）
- 山崎賢一（1962年 - ）
- 秦真司（1962年 - ）
- 愛甲猛（1962年 - ）
- 伊東勤（1962年 - ）
- 和田豊（1962年 - ）
- 駒田徳広（1962年 - ）
- 井上祐二（1963年 - ）
- 吉村禎章（1963年 - ）
- 園川一美（1963年 - ）
- 工藤公康（1963年 - ）
- 槇原寛己（1963年 - ）
- 金村義明（1963年 - ）
- 藤本博史（1963年 - ）
- 鈴木貴久（1963年 - 2004年）
- 村田真一（1963年 - ）
- 宮本和知（1964年 - ）
- 西崎幸広（1964年 - ）
- 仲田幸司（1964年 - ）
- 石井浩郎（1964年 - ）
- 新谷博（1964年 - ）
- 阿波野秀幸（1964年 - ）
- 川相昌弘（1964年 - ）
- 彦野利勝（1964年 - ）
- 荒井幸雄（1964年 - ）
- 石井丈裕（1964年 - ）
- 斎藤雅樹（1965年 - ）
- 吉井理人（1965年 - ）
- 紀藤真琴（1965年 - ）
- 香田勲男（1965年 - ）
- 八木裕（1965年 - ）
- 武田一浩（1965年 - ）
- 渡辺久信（1965年 - ）
- 古田敦也（1965年 - ）
- 山本昌（1965年 - ）
- 田村勤（1965年 - ）
- 水野雄仁（1965年 - ）
- 小宮山悟（1965年 - ）
- 佐々木誠（1965年 - ）
- 南渕時高（1965年 - ）
- 与田剛（1965年 - ）
- 池山隆寛（1965年 - ）
- 星野伸之（1966年 - ）
- 湯上谷竑志（1966年 - ）
- 田辺徳雄（1966年 - ）
- 山崎慎太郎（1966年 - ）
- 中根仁（1966年 - ）
- 野村謙二郎（1966年 - ）
- 湯舟敏郎（1966年 - ）
- 平井光親（1966年 - ）
- 高橋智（1967年 - ）
- 初芝清（1967年 - ）
- 小川博文（1967年 - ）
- 中村武志（1967年 - ）
- 大島公一（1967年 - ）
- 渡辺智男（1967年 - ）
- 西山秀二（1967年 - ）
- 清原和博（1967年 - ）
- 佐々岡真司（1967年 - ）
- 河本育之（1967年 - ）
- 中山裕章（1967年 - ）
- 田中幸雄（1967年 - ）
- 野田浩司（1968年 - ）
- 佐々木主浩（1968年 - ）
- 桑田真澄（1968年 - ）
- 金本知憲（1968年 - ）
- 佐野慈紀（1968年 - ）
- 下柳剛（1968年 - ）
- 奈良原浩（1968年 - ）
- 飯田哲也（1968年 - ）
- 長谷川滋利（1968年 - ）
- 野茂英雄（1968年 - ）
- 成本年秀（1968年 - ）
- 藪恵壹（1968年 - ）
- 藤井将雄（1968年 - 2000年）
- 山﨑武司（1968年 - ）
- 高津臣吾（1968年 - ）
- 潮崎哲也（1968年 - ）
- 土橋勝征（1968年 - ）
- 緒方孝市（1968年 - ）
- 水口栄二（1969年 - ）
- 小池秀郎（1969年 - ）
- 中嶋聡（1969年 - ）
- 関川浩一（1969年 - ）
- 堀幸一（1969年 - ）
- 久慈照嘉（1969年 - ）
- 吉永幸一郎（1969年 - ）
- 伊良部秀輝（1969年 - 2011年）
- 諸積兼司（1969年 - ）
- 片岡篤史（1969年 - ）
- 野村弘樹（1969年 - ）
- 桧山進次郎（1969年 - ）
- 田口壮（1969年 - ）
- 落合英二（1969年 - ）
- 若田部健一（1969年 - ）
- 芝草宇宙（1969年 - ）
- 立浪和義（1969年 - ）
- 大道典良（1969年 - ）
- 浜名千広（1969年 - ）
- 盛田幸妃（1969年 - 2015年）
- 鈴木健（1970年 - ）
- 進藤達哉（1970年 - ）
- 斎藤隆（1970年 - ）
- 赤堀元之（1970年 - ）
- 江藤智（1970年 - ）
- 佐伯貴弘（1970年 - ）
- 波留敏夫（1970年 - ）
- 垣内哲也（1970年 - ）
- 酒井忠晴（1970年 - ）
- 石毛博史（1970年 - ）
- 石井琢朗（1970年 - ）
- 前田幸長（1970年 - ）
- 宮本慎也（1970年 - ）
- 小林宏（1970年 - ）
- 谷繁元信（1970年 - ）
- 真中満（1971年 - ）
- 川崎憲次郎（1971年 - ）
- 豊田清（1971年 - ）
- 今中慎二（1971年 - ）
- 岩本勉（1971年 - ）
- 前田智徳（1971年 - ）
- 種田仁（1971年 - ）
- 仁志敏久（1971年 - ）
- 小久保裕紀（1971年 - ）
- 浅井樹（1971年 - ）
- 元木大介（1971年 - ）
- 大塚晶文（1972年 - ）
- 新庄剛志（1972年 - ）
- 鈴木尚典（1972年 - ）
- 川村丈夫（1972年 - ）
- 稲葉篤紀（1972年 - ）
- 西口文也（1972年 - ）
- 村松有人（1972年 - ）
- 谷佳知（1973年 - ）
- 山内泰幸（1973年 - ）
- 岡本克道（1973年 - ）
- 小坂誠（1973年 - ）
- 中村紀洋（1973年 - ）
- 石井一久（1973年 - ）
- イチロー（1973年 - ）
- 清水隆行（1973年 - ）
- 黒木知宏（1973年 - ）
- 三浦大輔（1973年 - ）
- 坪井智哉（1974年 - ）
- 野口茂樹（1974年 - ）
- 松井秀喜（1974年 - ）
- 大友進（1974年 - ）
- 岩瀬仁紀（1974年 - ）
- 上原浩治（1975年 - ）
- 高橋由伸（1975年 - ）
- 平井正史（1975年 - ）
- 川上憲伸（1975年 - ）
- 松井稼頭央（1975年 - ）
- 金子誠（1975年 - ）
- 福浦和也（1975年 - ）
- 城島健司（1976年 - ）
- 福留孝介（1977年 - ）
- 松坂大輔（1980年 - ）

#### サッカー
- 川淵三郎（1936年 - ）
- 加茂周（1939年 - ）
- ハンス・オフト（1947年 - ）
- 岡田武史（1956年 - ）
- ラモス瑠偉（1957年 - ）
- 都並敏史（1961年 - ）
- 松永成立（1962年 - ）
- 柱谷哲二（1964年 - ）
- 福田正博（1966年 - ）
- 三浦知良（1967年 - ）
- 武田修宏（1967年 - ）
- 井原正巳（1967年 - ）
- 高木琢也（1967年 - ）
- 中山雅史（1968年 - ）
- 北澤豪（1968年 - ）
- 澤登正朗（1970年 - ）
- 岡野雅行（1972年 - ）
- 名波浩（1972年 - ）
- 前園真聖（1973年 - ）
- 城彰二（1975年 - ）
- 川口能活（1975年 - ）
- 中田英寿（1977年 - ）

### その他
- 成田きん（1892年 - 2000年）
- 蟹江ぎん（1892年 - 2001年）
- 日野原重明（1911年 - 2017年）
- 道場六三郎（1931年 - ）
- 坂井宏行（1942年 - ）
- 周富徳（1943年 - 2014年）
- 陳建一（1956年 - 2023年）
- 土井善晴（1957年 - ）
- 谷川浩司（1962年 - ）
- 羽生善治（1970年 - ）
- 森内俊之（1970年 - ）